# Hubble-Weltraumteleskop
Das Hubble-Weltraumteleskop (englisch Hubble Space Telescope, kurz HST) ist ein Weltraumteleskop, das von der NASA mit Unterstützung durch die ESA entwickelt wurde und das nach dem Astronomen Edwin Hubble benannt ist. Es kreist in einer Höhe von 516 bis 519 Kilometern (August 2024) über der Erdoberfläche um die Erde und arbeitet im Bereich des elektromagnetischen Spektrums vom Infrarotbereich über das sichtbare Licht bis in den Ultraviolettbereich. Der Spiegeldurchmesser beträgt 2,4 Meter.
Das HST wurde am 24. April 1990 mit der Space-Shuttle-Mission STS-31 gestartet und am nächsten Tag aus dem Frachtraum der Discovery ausgesetzt. Es war das erste von vier Weltraumteleskopen der NASA im Rahmen des Great Observatory Programms. Die anderen drei Weltraumteleskope sind Compton Gamma Ray Observatory, Chandra X-Ray Observatory und Spitzer-Weltraumteleskop.
Nach dem Aussetzen des Teleskops entsprach die Bildqualität nicht den Erwartungen. Ein Fehler des Hauptspiegels führte zu Bildern, die praktisch nicht brauchbar waren. Drei Jahre später wurde 1993 mit Hilfe des COSTAR-Spiegelsystems (Corrective Optics Space Telescope Axial Replacement) der Fehler erfolgreich korrigiert. Nach dieser ersten Reparaturmission STS-61 gab es weitere Wartungsmissionen: STS-82, STS-103, STS-109 und STS-125. Mit der fünften und letzten Wartungsmission im Mai 2009 wurde die COSTAR-Korrektur überflüssig, da alle Instrumente ein eigenes System zur Korrektur des Spiegelfehlers hatten.

## Missionsziele
Das Hubble-Weltraumteleskop wurde primär dazu geschaffen, die Einschränkungen durch die Erdatmosphäre zu umgehen. Die Moleküle der Atmosphäre begrenzen das Auflösungsvermögen von Teleskopen auf der Erdoberfläche, außerdem werden verschiedene Spektralbereiche blockiert. Das Weltraumteleskop sollte eine bis dahin nicht erreichte Auflösung erreichen. Die Missionsziele sind daher äußerst breit gefächert und umfassen praktisch alle wesentlichen Objekte und Phänomene des Universums:
- Planeten im Sonnensystem und darüber hinaus (Exoplaneten)
- Sterne
- Nebel aller Art
- Schwarze Löcher und deren Umgebung
- Galaxien in fast beliebiger Distanz und Alter
- Dunkle Materie und Dunkle Energie
- Alter des Universums

## Vorgeschichte

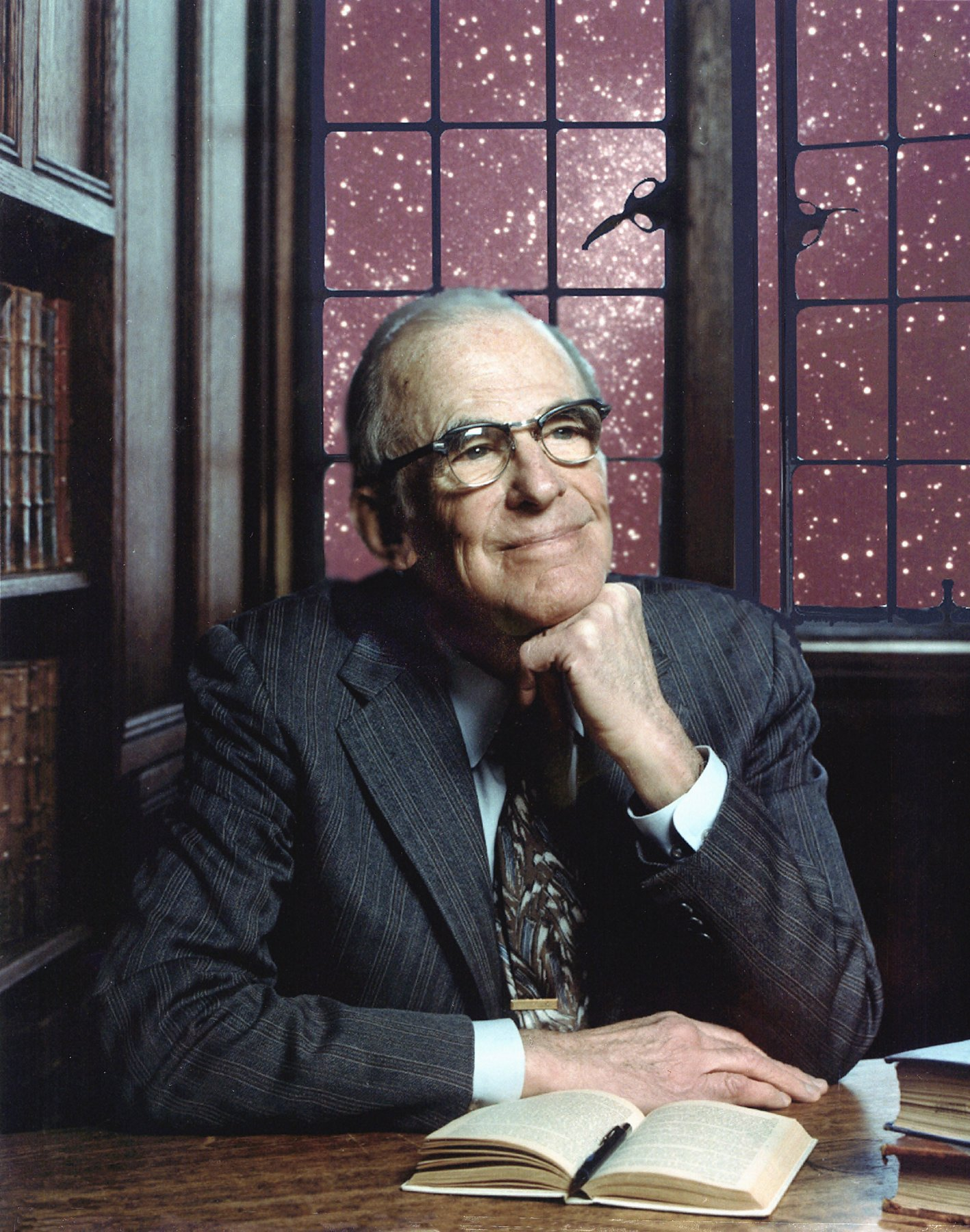
Lyman Spitzer

Das erste ernsthafte Konzept eines wissenschaftlichen Teleskops in der Erdumlaufbahn wurde von Lyman Spitzer, damals Professor an der Yale University, im Jahre 1946 vorgelegt. In der wissenschaftlichen Publikation Astronomical Advantages of an Extra-Terrestrial Observatory (dt. etwa: „Astronomische Vorteile eines Weltraum-Observatoriums“) beschrieb er die damals unumgänglichen Störungen durch die Erdatmosphäre, die das Auflösungsvermögen jedes beliebig leistungsfähigen erdgebundenen Teleskops begrenzten. Darüber hinaus absorbiert die Atmosphäre auch die gesamte Röntgenstrahlung, was die Beobachtung von sehr heißen und aktiven kosmischen Ereignissen unmöglich macht. Als Lösung schlug er ein Teleskop in einer Erdumlaufbahn außerhalb der Atmosphäre vor.
Einige Zeit später trat die National Academy of Sciences an Spitzer heran, der nun an der Princeton University lehrte, um ihn als Leiter eines Ad-hoc-Komitees zum Entwurf eines Large Space Telescope (dt.: „Großes Weltraumteleskop“) zu engagieren. Während des ersten Treffens 1966 wurden umfangreiche Studien für den Einsatz eines solchen Teleskops angefertigt. Drei Jahre später wurde eine Arbeit mit dem Titel Scientific Uses of the Large Space Telescope (dt.: „Wissenschaftliche Verwendungen des großen Weltraumteleskops“) veröffentlicht, in der das Komitee den Bau eines solchen Teleskops forderte, da es einen „wesentlichen Beitrag zu unserem Wissen über die Kosmologie“ leisten könne.
Zur Verwirklichung dieses Vorhabens wandte man sich an die NASA, da keine andere Organisation die Mittel und Fähigkeiten für solch ein ambitioniertes Projekt besaß. Diese hatte bereits mehrere interne Studien, unter anderem auch unter der Leitung Wernher von Brauns, zu Weltraumteleskopen angefertigt, die allerdings alle mit kleineren Spiegeln geplant wurden. Durch die Entscheidung zum Bau des Space Shuttles gewann man Mitte der 1960er-Jahre die nötige Flexibilität, die vorhandenen Entwürfe weiterzuentwickeln. Im Jahre 1971 schuf der damalige NASA-Direktor George Low die Large Space Telescope Science Steering Group (dt. etwa: „Wissenschaftlicher Lenkungsausschuss für das Große Weltraumteleskop“), die die ersten Machbarkeitsstudien anfertigen sollte.

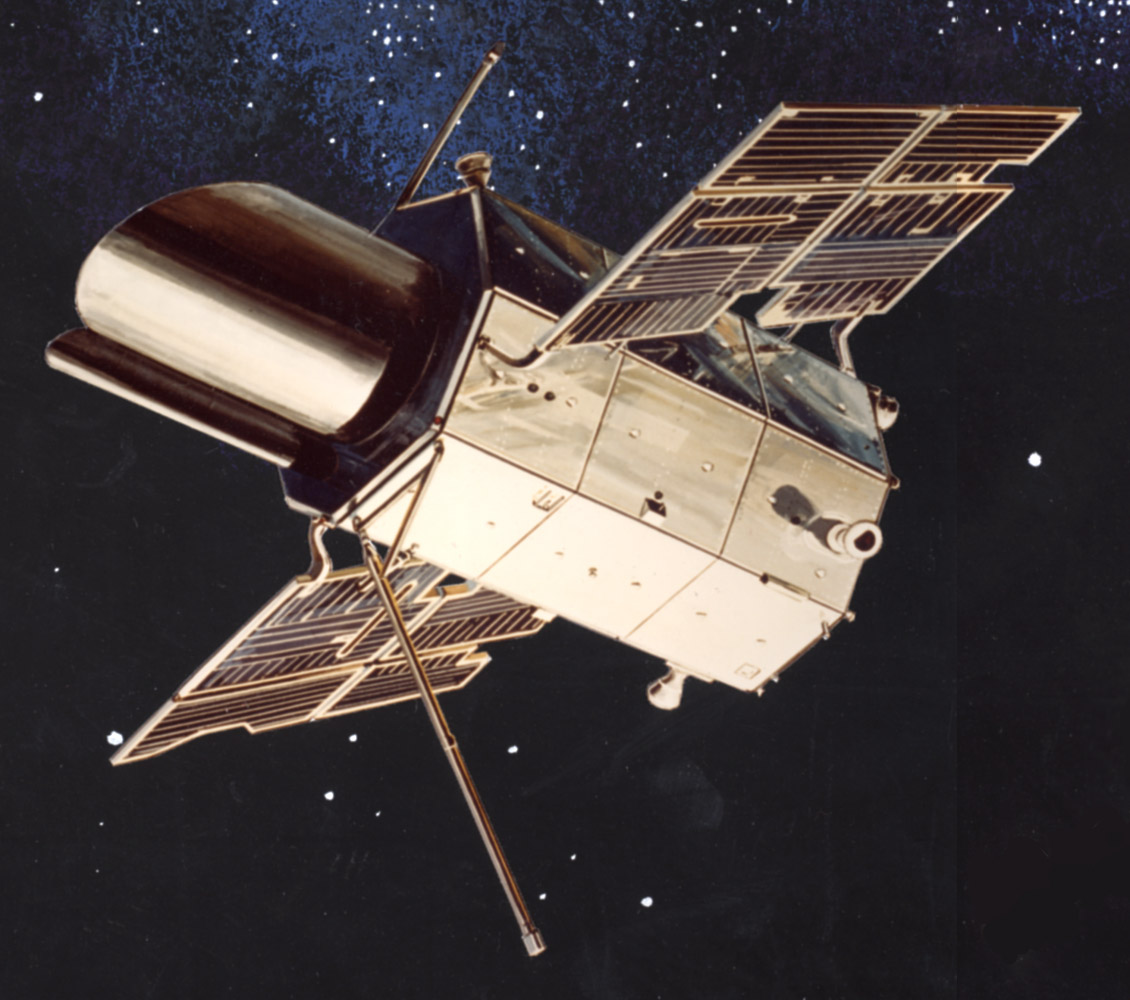
OAO-1, ein 1966 gestarteter Vorläufer des Hubble-Teleskops

In der Zwischenzeit gelangen durch die Orbiting Astronomical Observatory-Satelliten bedeutende Erfolge, was den Befürwortern eines großen Weltraumteleskops Auftrieb verlieh. Die Satelliten arbeiteten vor allem im Ultraviolett-Bereich und verfügten über Teleskope mit 30,5 bis 97 cm großen Hauptspiegeln. Im Jahr 1983 wurde mit IRAS ein Teleskop mit 60 cm Spiegel-Durchmesser für die Infrarotbeobachtung gestartet. Als technische Vorläufer des Hubble-Teleskops gelten die KH-11 Kennan-Spionagesatelliten des National Reconnaissance Office; sie wurden von 1976 bis 1988 gestartet und besitzen einen mit dem Hubble-Teleskop vergleichbaren Hauptspiegel.
Als Nächstes musste die Finanzierung des Projekts durch die Regierung sichergestellt werden. Auf Grund des hohen Preises von 400 bis 500 Millionen (nach heutigem Wert etwa zwei Milliarden) US-Dollar wurde der erste Antrag im Jahre 1975 vom Haushaltsausschuss des Repräsentantenhauses abgelehnt. Daraufhin begann man mit intensiver Lobbyarbeit unter Führung von Spitzer, John N. Bahcall und eines weiteren führenden Astronomen aus Princeton. Darüber hinaus wandte man sich zur Finanzierung der Solarzellen an die ESRO (eine Vorgängerorganisation der ESA), der man im Gegenzug Beobachtungszeit und wissenschaftliche Mitwirkung anbot. Noch im selben Jahr gab diese ihr Einverständnis bekannt. Durch die zusätzliche Verkleinerung des Hauptspiegels von 3,0 auf 2,4 Meter konnte so der Preis auf etwa 200 Mio. US-Dollar reduziert werden. Das neue Konzept wurde zwei Jahre später vom Kongress bewilligt, so dass die Arbeiten an dem neuen Teleskop beginnen konnten.
Im Jahre 1978 wurden die wichtigsten Aufträge vergeben: PerkinElmer sollte das optische System inklusive des Hauptspiegels konstruieren, Lockheed war für die Struktur und den Satellitenbus zuständig, wobei die Solarzellen und ein Instrument (die Faint Object Camera) aus europäischer Produktion kommen sollte. Aufgrund der Wichtigkeit des Hauptspiegels wurde PerkinElmer außerdem angewiesen, ein Subunternehmen mit der Anfertigung eines Reservespiegels für den Fall von Beschädigungen zu beauftragen. Die Wahl fiel auf Eastman Kodak, wo man sich für einen traditionelleren Fertigungsprozess entschied (PerkinElmer nutzte ein neues Laser- und computergestütztes Schleifverfahren). Obwohl beide Spiegel die, wie sich später herausstellte, fehlerhafte Qualitätskontrolle bestanden, war laut einiger Wissenschaftler das Kodak-Fabrikat das bessere. Trotzdem entschied sich PerkinElmer, seinen eigenen Spiegel einzusetzen. Ursprünglich sollte das Teleskop 1983 gestartet werden. Dieser Termin konnte aufgrund von Verzögerungen bei der Konstruktion der Optik nicht gehalten werden, die endgültige Startbereitschaft wurde im Dezember 1985 erreicht. In der Zwischenzeit wurde im Jahre 1983 an der Johns Hopkins University das Space Telescope Science Institute gegründet, das als Teil der Association of Universities for Research in Astronomy den Betrieb des neuen Teleskops übernehmen sollte. Im selben Jahr wurde es nach Edwin Hubble, dem Entdecker der Expansion des Universums, in Hubble Space Telescope (kurz: HST) umbenannt.

## Start

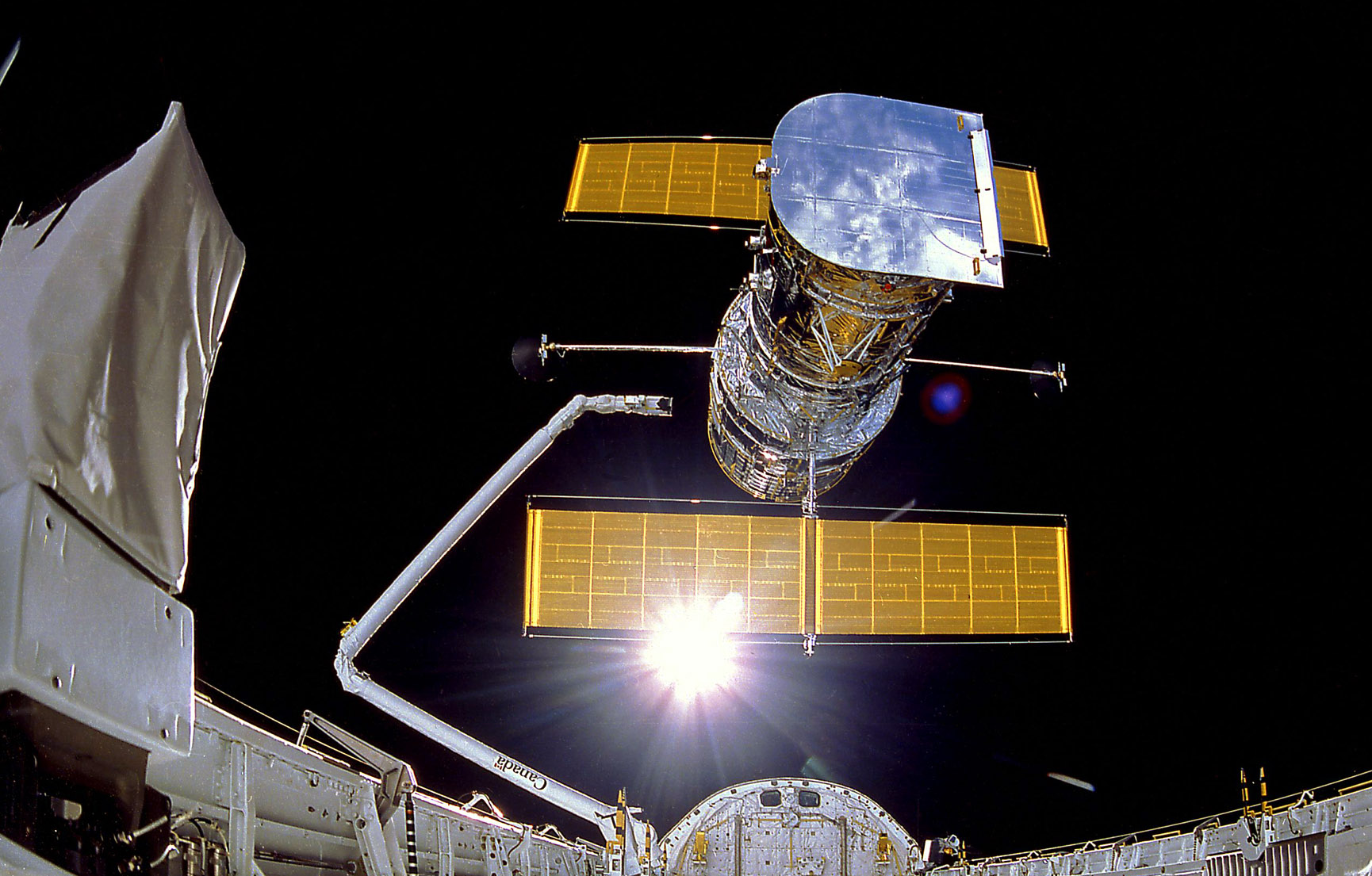
Hubble wird aus der Nutzlastbucht der Discovery in den Weltraum ausgesetzt

Nachdem die internen Probleme den Start um zwei Jahre verzögert hatten, konnte auch der neue Starttermin zum Oktober 1986 nicht eingehalten werden. Grund hierfür war das Challenger-Unglück am 28. Januar, bei dem alle sieben Astronauten auf Grund eines Konstruktionsfehlers an einem der Feststoff-Booster ums Leben kamen. Da Hubble mit dem Space Shuttle transportiert werden sollte, wurde der Start auf Grund der umfangreichen Verbesserungsmaßnahmen an den anderen Raumfähren um weitere vier Jahre verzögert.
Am 24. April 1990 um 12:33 UTC startete schließlich die Raumfähre Discovery mit dem Teleskop an Bord vom Startkomplex 39B des Kennedy Space Centers in Florida. Die Mission mit der Bezeichnung STS-31 verlief trotz der Rekordhöhe von 611 km reibungslos, das Teleskop wurde am nächsten Tag erfolgreich ausgesetzt und konnte planmäßig aktiviert werden.

## Der Hauptspiegelfehler

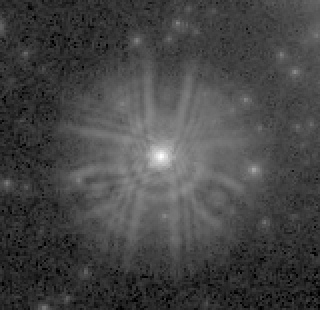
Das erste Bild des WFPC-Instruments. Der Stern in der Mitte müsste als Punkt ohne Streulicht abgebildet werden.

Obwohl nach der Fertigung des Hauptspiegels Maßnahmen zur Qualitätssicherung ergriffen wurden, entdeckte man bereits beim ersten Licht massive Bildfehler (siehe Bild). Gemäß den Spezifikationen sollten bei einem Punktziel (zum Beispiel einem Stern) 70 % des Lichts innerhalb von 0,1 Winkelsekunden konzentriert werden. Tatsächlich wurde es über 0,7 Winkelsekunden verteilt, was den wissenschaftlichen Wert des Teleskops massiv senkte. Anschließende Messungen mit Hilfe der Wide Field/Planetary Camera, der Faint Object Camera und den Wellenfront-Sensoren der drei Fine Guidance Sensors zeigten mit hoher Sicherheit eine starke sphärische Aberration durch Unebenheiten auf dem Primärspiegel.
Als feststand, dass es sich um einen großen und komplexen Fehler handelte, ordnete der NASA-Direktor Richard Harrison Truly die Bildung eines Untersuchungsausschusses (Hubble Space Telescope Optical Systems Board of Investigation) an, der den Fehler weiter eingrenzen und beheben sollte. Die Untersuchungen konzentrierten sich auf den Null-Korrektor, der bei der Fertigung zur Qualitätskontrolle eingesetzt wurde und die sphärische Aberration hätte anzeigen müssen. Ein Null-Korrektor ist ein optisches Instrument, das eine spezielle Wellenfront auf den Spiegel projiziert. Wenn dieser korrekt geschliffen wurde, wird ein exakt kreisförmiges Muster reflektiert. Anhand von Abweichungen von diesem Kreismuster kann man ablesen, ob und in welchem Ausmaß noch Polier- und Schleifarbeiten nötig sind. Der Korrektor wurde für die Herstellung des Spiegels neu entwickelt. Der neue reflektierende Null-Korrektor sollte eine höhere Genauigkeit erreichen als konventionelle Null-Korrektoren. Die im reflektierenden Null-Korrektor verbauten Linsen mussten dazu jedoch hochgenau ausgerichtet und justiert sein. Bei der Untersuchung des Originalkorrektors, der nach Auslieferung des Hauptspiegels eingelagert worden war, stellte man fest, dass eine Linse 1,3 mm zu weit von einer anderen entfernt war. Anschließend wurden Computersimulationen durchgeführt, die die Auswirkungen dieses Fehlers auf den Hauptspiegel berechneten. Die Ergebnisse passten in Art und Ausmaß sehr genau zu den beobachteten Abbildungsfehlern des Teleskops im Orbit, so dass der falsche Linsenabstand im Korrektor letztlich für den Hauptspiegelfehler verantwortlich war.

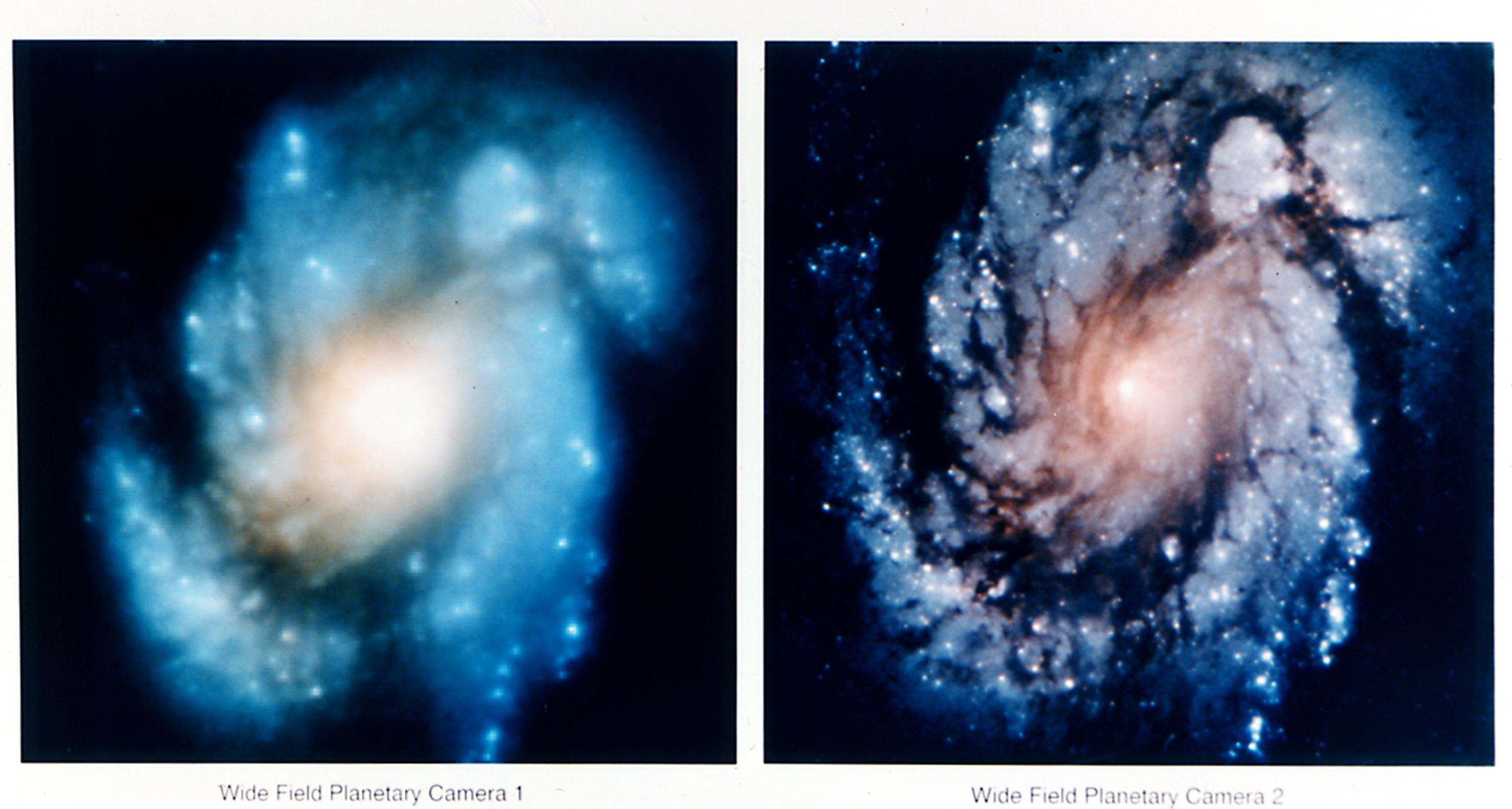
Eine Aufnahme der Galaxie Messier 100 vor (links) und nach (rechts) der Installation von COSTAR

Im weiteren Verlauf der Untersuchungen wurden dann im Bereich der Qualitätssicherung eine Vielzahl von Versäumnissen und behindernden Strukturen aufgedeckt:
- Während der Herstellung fanden mehrfach Tests mit konventionellen Null-Korrektoren statt. Ihre Ergebnisse wiesen auf den Fehler hin. Die Aussagekraft dieser Tests wurde jedoch falsch eingeschätzt und die Ergebnisse wurden nicht vollständig untersucht.
- Die Qualitätskontrolle erfolgte dadurch mit nur einem Testinstrument. Ohne unabhängige zweite Prüfung können leicht Fehler übersehen werden. Das war aus früheren Projekten bekannt. Trotzdem entschied man sich dagegen, andere Tests einzuplanen, um Zeit und Kosten zu sparen.
- Für die Qualitätssicherung zuständige Personen wurden nicht in das Projektteam integriert.
- Unabhängige Überprüfungen durch neutrale Außenstellen fanden nicht statt.
- Für die Tests gab es keine dokumentierten Kriterien, nach denen zwischen Fehlschlag und Erfolg unterschieden werden konnte.
- Mitarbeiter der Qualitätssicherung hatten zu großen Teilen der Korrektorproduktion keinen Zutritt.

Da PerkinElmer bei der Herstellung des Primärspiegels einige neue und weitgehend ungetestete computerbasierte Techniken einsetzte, hatte die NASA bei Kodak die Herstellung eines mit traditionelleren Mitteln gefertigten Reservespiegels in Auftrag gegeben. Da die sphärische Aberration bei PerkinElmer vor dem Start nicht entdeckt wurde, verblieb der Kodak-Spiegel jedoch auf der Erde. Nach Entdeckung des Fehlers zog man es daher in Erwägung, Hubble mit einem Shuttle wieder einzufangen und den Spiegel gegen das Kodak-Fabrikat auszutauschen. Dies erwies sich jedoch als äußerst aufwendig und teuer, weswegen man ein Korrektursystem entwickelte, das den Hauptspiegelfehler korrigiert, bevor das gesammelte Licht die Instrumente erreicht. Es trägt den Namen Corrective Optics Space Telescope Axial Replacement (kurz: COSTAR) und wurde zweieinhalb Jahre nach dem Start bei der ersten Servicemission eingebaut. Erst nach dieser Mission konnte das Teleskop seinen wissenschaftlichen Betrieb ohne nennenswerte Probleme aufnehmen. Allerdings belegte COSTAR eine von fünf Instrumentenbuchten, die eigentlich für wissenschaftliche Systeme vorgesehen war (konkret musste beim Einbau das High Speed Photometer (HSP) entfernt werden). Daher wurden alle folgenden Instrumente mit eigenen internen Korrektursystemen ausgestattet, so dass sie das Licht wieder direkt vom Hauptspiegel ohne Umweg über COSTAR beziehen konnten. Bei der letzten vierten „service mission“ konnte das System entfernt und durch ein wissenschaftliches Instrument, den Cosmic Origins Spectrograph (COS), ersetzt werden. Seither spielt der Hauptspiegelfehler keine Rolle mehr.

## Die Servicemissionen
|                        | Start            | SM 1             | SM 2             | SM 3A             | SM 3B            | SM 4             |
| ---------------------- | ---------------- | ---------------- | ---------------- | ----------------- | ---------------- | ---------------- |
| Datum                  | Apr 1990         | Dez 1993         | Feb 1997         | Dez 1999          | Mär 2002         | Mai 2009         |
| Mission Shuttle        | STS-31 Discovery | STS-61 Endeavour | STS-82 Discovery | STS-103 Discovery | STS-109 Columbia | STS-125 Atlantis |
| Bahnhöhe Reboost       | 618 km           | 590 km + 8 km    | 596 km +15 km    | 603 km            | 577 km + 6 km    | 567 km           |
| Instr. 1               | WF/PC            | WFPC2            |                  |                   |                  | WFC3             |
| Instr. 2               | GHRS             |                  | STIS             |                   |                  | STIS (R)         |
| Instr. 3 (axiale Pos.) | HSP              | COSTAR           |                  |                   |                  | COS              |
| Instr. 4               | FOC              |                  |                  |                   | ACS              | ACS (R)          |
| Instr. 5               | FOS              |                  | NICMOS           |                   | NICMOS- Kühler   |                  |
| Gyroskope              | 6                | 4 (R)            | 2 (R)            | 6 (R)             | 2 (R)            | 6 (R)            |
| Photovoltaik           | SA1              | SA2              |                  |                   | SA3              |                  |

Das Hubble-Teleskop war von Anfang an auf Wartungen im Orbit ausgelegt worden, wodurch insgesamt fünf Space-Shuttle-Missionen zur Reparatur und Aufrüstung möglich waren. Im Folgenden werden diese aufgelistet und beschrieben, die genauen technischen Modifikationen sind in den entsprechend verlinkten Abschnitten zu finden.

### Servicemission SM 1
- Missionsnummer: STS-61

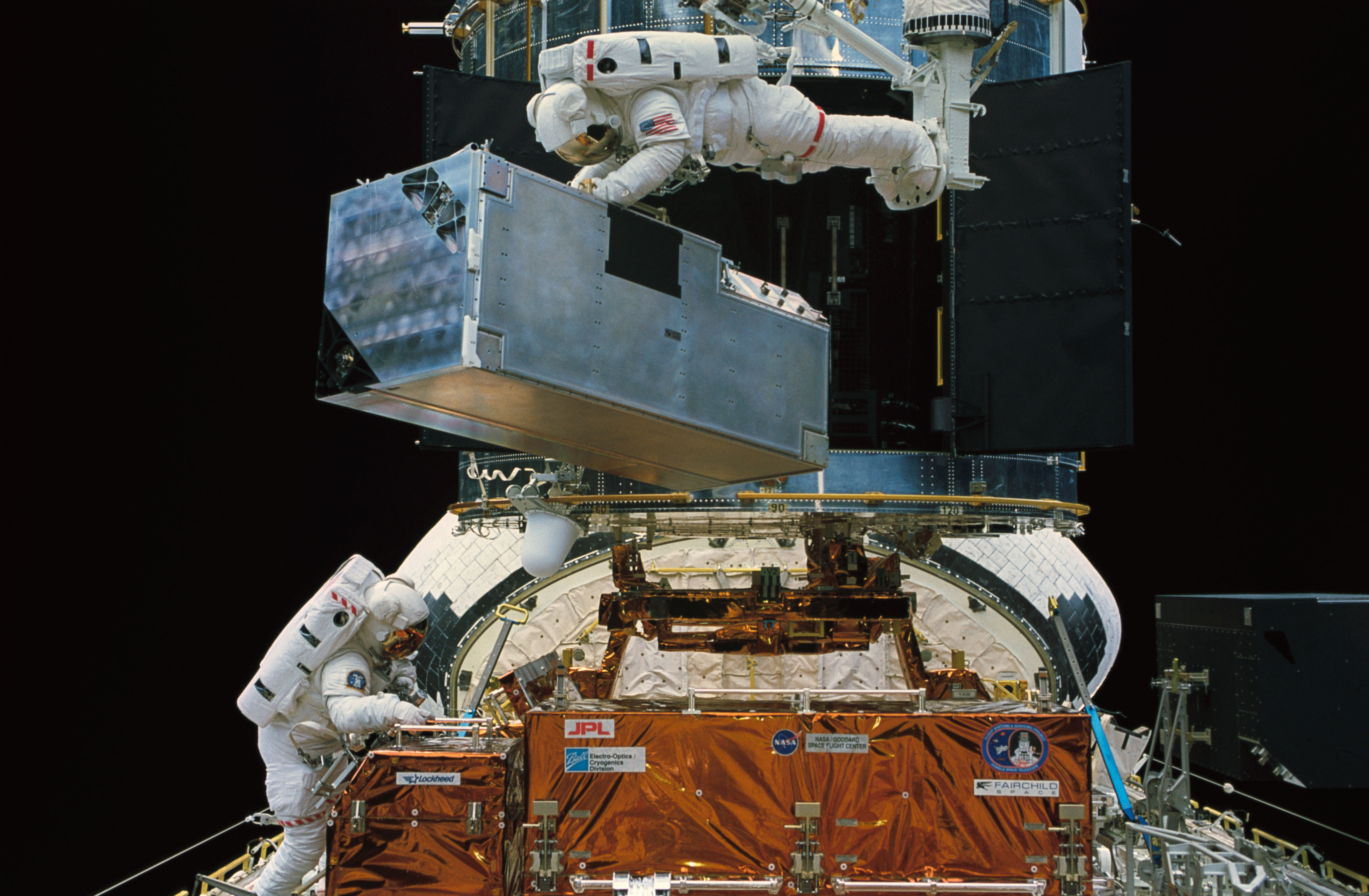
COSTAR (oben) wird eingebaut.

- Zeitraum: 2. Dezember 1993 (09:27 UTC) bis 13. Dezember (05:25 UTC)[8]
- Anzahl EVAs: 5
- EVA-Gesamtzeit: 28,5 Stunden[8]

Primärziel der ersten Servicemission war die Korrektur des optischen Fehlers des Primärspiegels. Hierzu wurde das High-Speed-Photometer-Instrument entfernt und durch das COSTAR-Linsensystem ersetzt, das alle anderen Instrumente mit einer korrekten und fehlerfreien Abbildung versorgen konnte. Die ebenfalls neue Wide Field and Planetary Camera 2, die ihr Vorgängermodell ersetzte, besaß allerdings bereits ein eigenes Korrektursystem und war daher nicht auf COSTAR angewiesen. Dieses sollte auf lange Sicht wieder entfernt werden, um den Platz wieder wissenschaftlich nutzen zu können, weswegen alle folgenden neu installierten Instrumente mit einer eigenen Konstruktion zur Korrektur des Primärspiegelfehlers ausgerüstet wurden.
Darüber hinaus wurden einige andere technische Systeme ausgewechselt, modernisiert und gewartet. So wurden neue Solarflügel installiert, da die alten sich unter den häufigen Temperaturveränderungen zu stark verformten. Im Bereich der Lageregelung wurden zwei Magnetfeldsensoren, zwei Messsysteme für die Gyroskope und deren Sicherungen ausgewechselt. Außerdem erhielt der Hauptcomputer ein zusätzliches Koprozessor-System.

### Servicemission SM 2
- Missionsnummer: STS-82

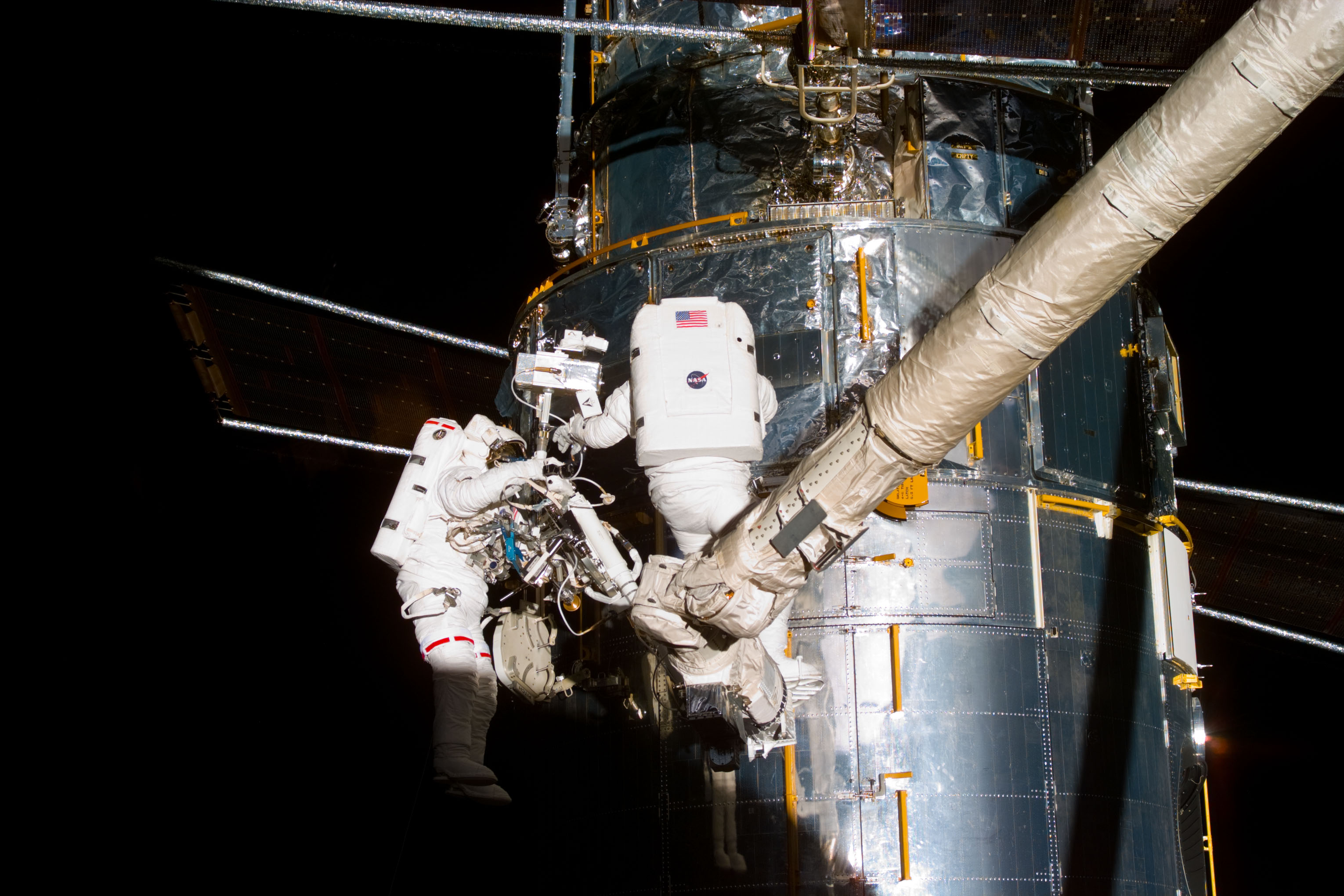
Zwei Astronauten inspizieren die Isolierung von Bucht 10.

- Zeitraum: 11. Februar 1997 (08:55 UTC) bis 21. Februar (08:32 UTC)[11]
- Anzahl EVAs: 5
- EVA-Gesamtzeit: 33,2 Stunden[11]

Primäres Ziel der zweiten Servicemission war der Austausch zweier Sensoren. Zum einen wurde der Goddard High Resolution Spectrograph durch den Space Telescope Imaging Spectrograph ersetzt, zum anderen wurde der Faint Object Spectrograph für den Einbau des Near Infrared Camera and Multi-Object Spectrometer ausgebaut. Hierdurch konnte das Auflösungsvermögen und die spektrale Genauigkeit massiv erhöht werden und es war erstmals möglich, Beobachtungen im infraroten Bereich durchzuführen.
Auch an den technischen Systemen wurden umfangreiche Modernisierungs- und Wartungsarbeiten durchgeführt. Im Bereich der Lageregelung wurde ein Fine Guidance Sensor durch ein neu zertifiziertes und kalibriertes Modell ersetzt, das OCE-EK-System zur besseren Bewahrung der Ausrichtungsgenauigkeit nachgerüstet und eine der vier Reaction Wheel Assemblies ausgetauscht. Darüber hinaus wurden zwei der drei Bandspeichersysteme gewartet, das dritte ist durch einen deutlich leistungsfähigeren Solid State Recorder ersetzt worden. Des Weiteren wurde eine Data Interface Unit und das Ausrichtungssystem für einen der beiden Solarflügel ausgewechselt. Schlussendlich reparierte man außerplanmäßig beim letzten Außenbordeinsatz die Isolierung des Teleskops, nachdem man zuvor erhebliche Schäden festgestellt hatte. Hierbei wurde auf Reservematerialien zurückgegriffen, die eigentlich für eine eventuelle Reparatur der Solarflügel vorgesehen waren.

### Servicemission SM 3A
- Missionsnummer: STS-103

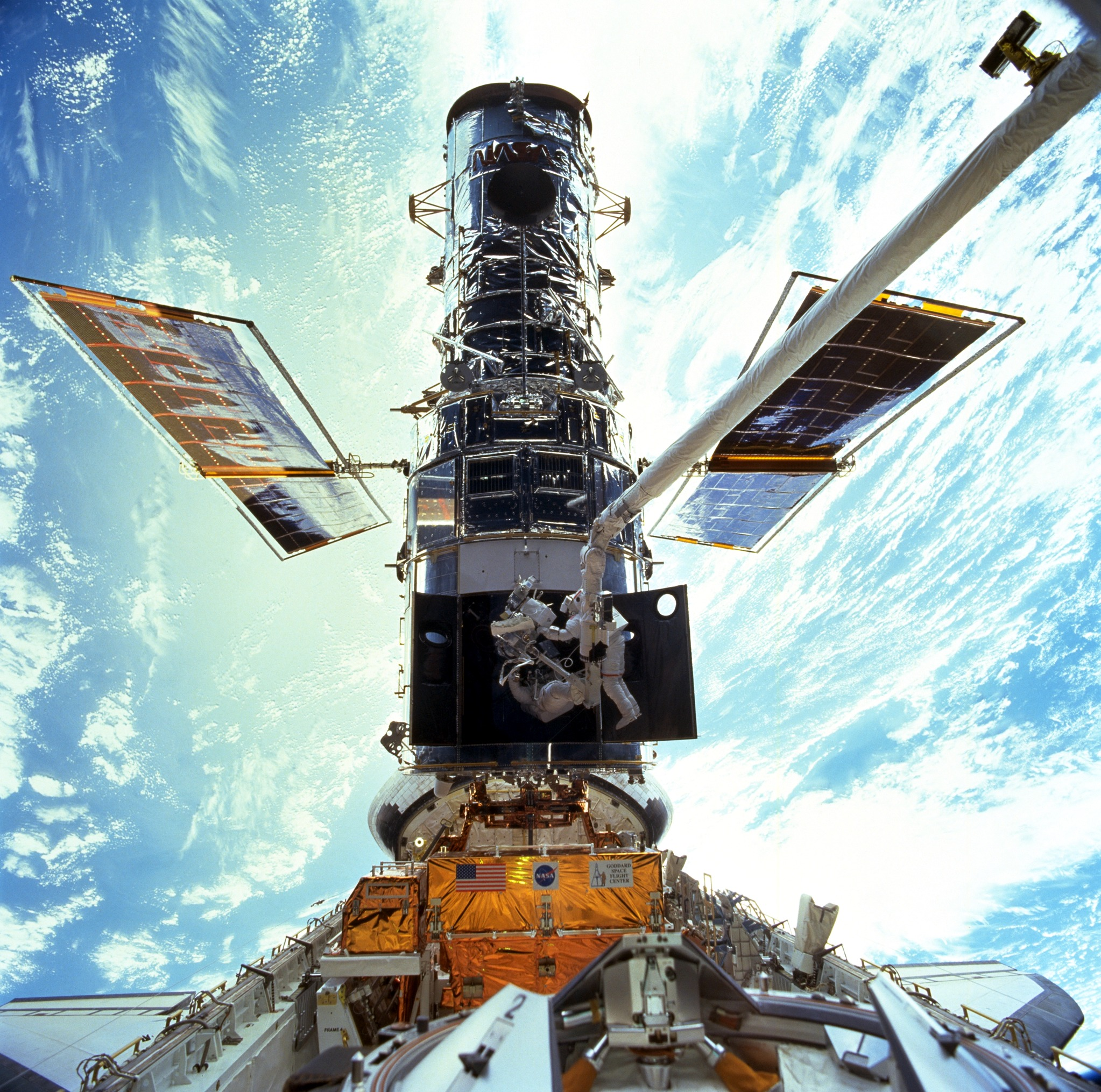
Zwei am Ende des Shuttle-Arms gesicherte Astronauten wechseln Gyroskope aus.

- Zeitraum: 20. Dezember 1999 (00:50 UTC) bis 28. Dezember (00:01 UTC)[13]
- Anzahl EVAs: 3
- EVA-Gesamtzeit: 26,1 Stunden[13]

Ursprünglich sollte es nur eine Mission mit der Bezeichnung „SM 3“ geben, bei der wieder verbesserte wissenschaftliche Instrumente installiert werden sollten. Allerdings zeigten sich die RWAs, die zur Ausrichtung nötig sind, als unerwartet unzuverlässig. Nachdem das dritte von insgesamt sechs Gyroskopen ausgefallen war, entschloss sich die NASA, die Mission in zwei Teile zu spalten. Bei der ersten SM-3A-Mission sollten vor allem neue Gyroskope eingebaut werden, bei der zweiten SM-3B-Mission war der Einbau der neuen Instrumente vorgesehen. Am 13. November 1999, gut einen Monat vor dem geplanten Start der ersten Mission, versetzte die Bordelektronik das Teleskop in einen Sicherheitszustand, der nur noch den Betrieb der wichtigsten technischen Systeme garantierte. Grund war der Ausfall eines vierten Gyroskops, womit nur noch zwei Stück funktionsfähig waren. Für den ordnungsgemäßen Betrieb waren jedoch mindestens drei Exemplare notwendig, ein wissenschaftlicher Betrieb des Teleskops war also nicht mehr möglich.
Beim ersten Außenbordeinsatz wurden sofort alle drei Reaction Wheel Assemblies und ein Fine Guidance Sensor gegen neue Modelle ausgewechselt, wodurch Hubble wieder einsatzfähig wurde. Zusätzlich wurden später auch andere technische Systeme gewartet oder aufgerüstet. So wurde der alte DF-224-Zentralcomputer durch ein erheblich leistungsfähigeres Modell ersetzt und ein weiteres Bandlaufwerk wurde durch einen fortschrittlichen Solid State Recorder ersetzt. An den Akkumulatoren wurden außerdem Voltage/Temperature Improvement Kits zur Verbesserung des Ladevorgangs installiert. Auch wurde ein defekter S-Band-Transmitter gegen einen neuen ausgetauscht, was eine sehr zeitaufwendige und komplexe Operation darstellte, da ein solcher Austausch nie vorgesehen war und nicht Teil des ORU-Konzeptes war. Abschließend wurde die improvisierte thermische Abschirmung von Mission SM 2 entfernt und durch zwei neu gefertigte Vorrichtungen ersetzt.

### Servicemission SM 3B
- Missionsnummer: STS-109

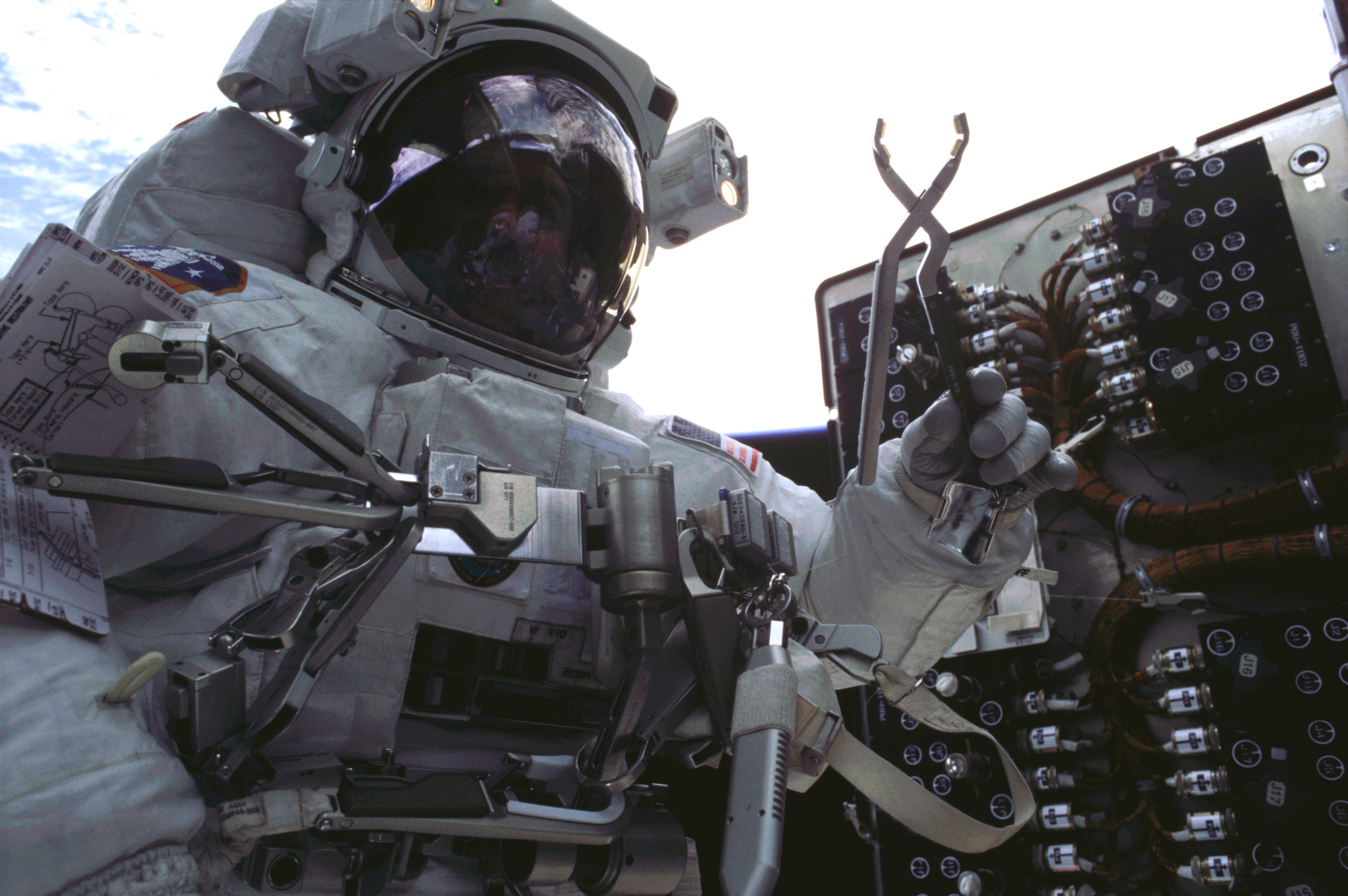
Ein Astronaut arbeitet am Austausch der Power Control Unit.

- Zeitraum: 1. März 2002 (11:22 UTC) bis 12. März (09:32 UTC)[15]
- Anzahl EVAs: 5
- EVA-Gesamtzeit: 35,7 Stunden[15]

Nachdem bei der Mission SM 3A lediglich Reparatur- und Wartungsarbeiten durchgeführt worden waren, erhielt das Teleskop mit der SM-3B-Mission auch ein neues wissenschaftliches Instrument: die Advanced Camera for Surveys. Sie ersetzte die Faint Object Camera und erweiterte den Spektralbereich von Hubble bis in den fernen Ultraviolett-Bereich. Um die Kapazitäten im Infrarotbereich wiederherzustellen, wurde das NICMOS-Instrument mit einem zusätzlichen Kühlsystem ausgerüstet, das permanent arbeitet und nicht nach einer gewissen Zeit ineffektiv wird. Mit der Installation von neuen, deutlich effizienteren Solarflügeln stand dem Teleskop auch etwa ein Drittel mehr elektrische Energie zur Verfügung, wodurch vier statt zwei wissenschaftliche Instrumente parallel arbeiten konnten. Um dies zu ermöglichen, musste auch die Power Control Unit, die zur zentralen Stromverteilung dient, ausgewechselt werden. Darüber hinaus wurde wieder ein RWA ausgewechselt und noch eine weitere Vorrichtung zur Isolierung des Teleskops angebracht.

### Servicemission SM 4
- Missionsnummer: STS-125

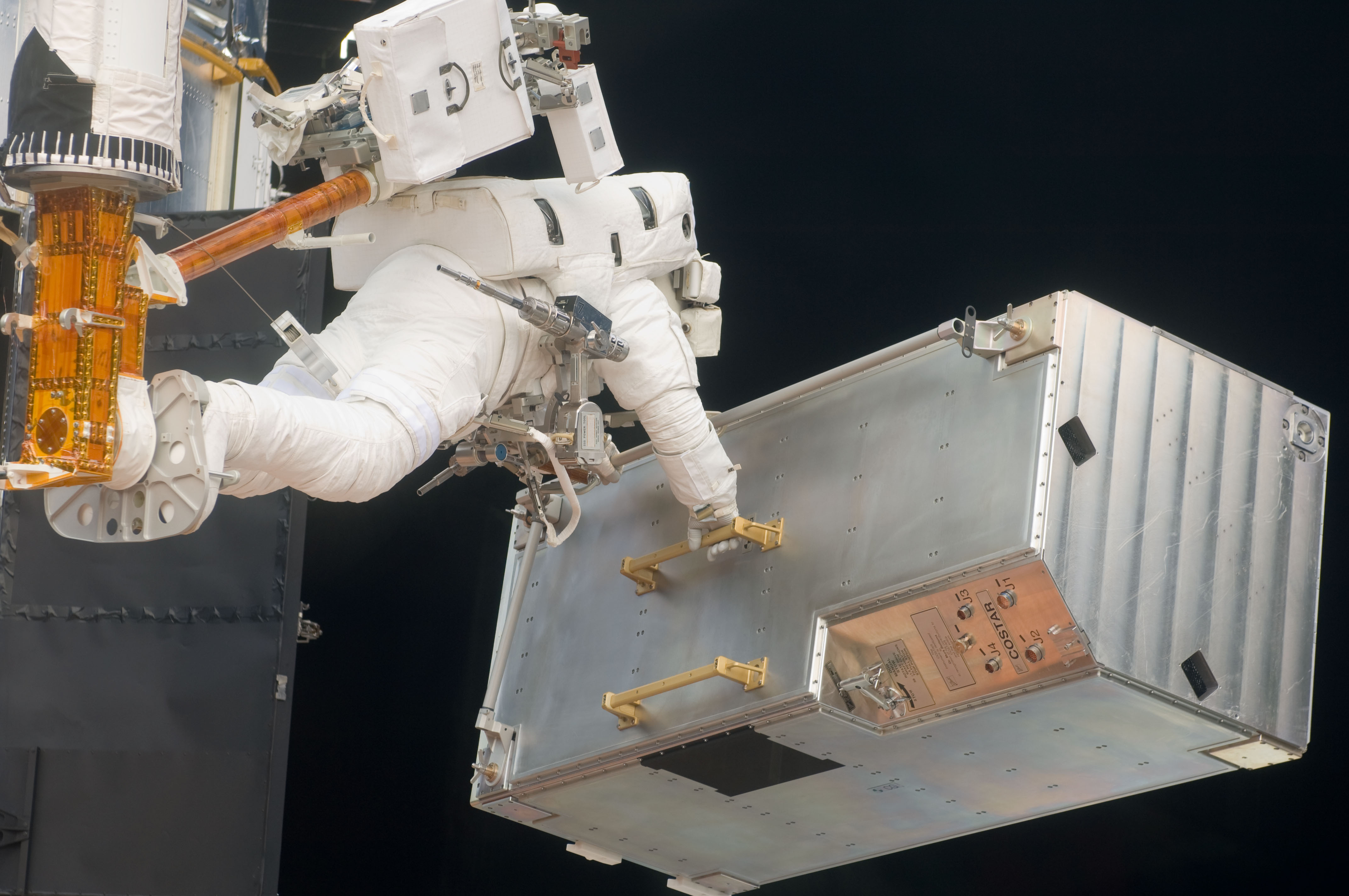
COSTAR wird ausgebaut.

- Zeitraum: 15. Mai 2009 (18:01 UTC) bis 24. Mai (15:39 UTC)[17]
- Anzahl EVAs: 5
- EVA-Gesamtzeit: 36,9 Stunden[17]

Bei dieser letzten Servicemission wurden noch einmal umfangreiche Maßnahmen zur Aufrüstung und Lebensdauerverlängerung ergriffen, um den Betrieb des Teleskops so lange wie möglich sicherzustellen. So wurde die Wide Field Planetary Camera 2 gegen ein modernisiertes Modell mit dem Namen Wide Field Camera 3 ersetzt. Nach SM3B hatten nun alle Instrumente interne Methoden zur Korrektur des Spiegelfehlers, womit das COSTAR-System entfernt werden konnte. An dessen Position wurde der Cosmic Origins Spectrograph eingebaut, womit das Teleskop wieder über einen dedizierten Spektrografen verfügt. Darüber hinaus waren Reparaturen an zwei weiteren Instrumenten nötig: an der Advanced Camera for Surveys, die durch einen Ausfall in der internen Elektronik seit Juli 2006 so gut wie unbenutzbar war, sowie am Space Telescope Imaging Spectrograph, dessen Stromversorgungssystem im August 2004 ausfiel. Beide Instrumente hätten zwar als Ganzes einfach ausgebaut werden können, allerdings entschied man sich für einen Reparaturversuch im Weltall, auch wenn dies bei der Konstruktion nicht vorgesehen war. Trotz der komplexen Abläufe – allein bei der ACS mussten 111 Schrauben teils mit eigens angefertigten Werkzeugen gelöst werden – verliefen beide Reparaturen erfolgreich, so dass die Instrumente wieder arbeiten können (wobei einer der drei Sensoren der ACS nicht repariert wurde und weiterhin defekt ist).
Neben den Instrumenten wurden viele technische Systeme gewartet. So wurden alle sechs Gyroskope und alle drei Akkumulatormodule durch neue Modelle ersetzt. An der Außenhaut wurden schließlich die letzten drei verbleibenden NOBL-Schutzpaneele sowie ein Soft Capture Mechanism installiert. Letzterer befindet sich am Heck des Teleskops und ermöglicht das einfache Andocken eines anderen autonomen Raumfahrzeuges. Auf diese Weise soll nach der Abschaltung des Teleskops am Ende seiner Lebenszeit ein gezielter und sicherer Wiedereintritt in die Erdatmosphäre ermöglicht werden.

## Status und Zukunft

Hubbles Nachfolger: das James-Webb-Weltraumteleskop

Das Hubble-Teleskop zeigt nach über 30 Betriebsjahren inzwischen deutliche Abnutzungserscheinungen. Einige Komponenten sind mittlerweile ausgefallen, und man musste auf die Backupsysteme umschalten. Hubble wird wahrscheinlich noch bis mindestens 2026 für Forschungszwecke eingesetzt werden können. Im Juni 2024 gab die NASA bekannt, dass nur noch 2 Gyroskope von ursprünglich 6 Gyroskopen an Bord von Hubble funktionsfähig sind. Um die verbliebenen Gyroskope zu schonen, wird künftig nur noch eines beim Ausrichten des Teleskops verwendet, wodurch sich die Flexibilität deutlich reduzieren wird.
Im September 2022 gab die NASA bekannt, mit einer Studie die Machbarkeit einer weiteren bemannten Servicemission für das Hubble-Teleskop mit dem Crew-Dragon-Raumschiff von SpaceX zu prüfen. Bei einer solchen Mission würde zum einen die Bahn des Teleskops durch Beschleunigung angehoben, zum anderen beschädigte Komponenten in Außenbordeinsätzen ersetzt werden. Dies würde die wissenschaftlich nutzbare Lebenszeit von Hubble um mehrere Jahre bis Jahrzehnte verlängern und den Weiterbetrieb parallel zum James-Webb-Teleskop ermöglichen.
Außerdem sind mehrere andere Möglichkeiten im Gespräch, um die Umlaufbahn von Hubble wieder anzuheben. So haben die beiden Unternehmen Astroscale und Momentus schon kostengünstige Pläne für unbemannte Einsätze vorgelegt.
Um den ultravioletten Bereich auch in Zukunft untersuchen zu können, wurde ein Konzept mit dem Namen Advanced Technology Large-Aperture Space Telescope (ATLAST) vorgelegt; es wurde mittlerweile zu LUVOIR weiterentwickelt. Hierbei handelt es sich um ein Weltraumteleskop mit einem 8 bis 16 Meter großen Spiegel mit Instrumenten für den sichtbaren und ultravioletten Spektralbereich.

## Technik und Aufbau
Die folgende Explosionszeichnung illustriert den wesentlichen Aufbau des Hubble-Teleskops. Die Grafik ist verweissensitiv, ein Klick auf das jeweilige Bauteil führt zum entsprechenden Abschnitt. Eine kurze Schnellinformation wird eingeblendet, wenn die Maus eine kurze Zeit über dem Objekt ruht.

### Allgemeine Struktur

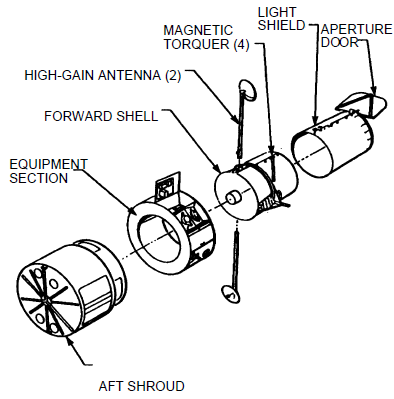
Die Komponenten des Support Systems Module

Bei dem Hubble-Weltraumteleskop handelt es sich generell um eine zylinderförmige Konstruktion mit einer Länge von 13,2 m, einem Durchmesser von bis zu 4,3 m und einem Gewicht von 11,11 Tonnen. Der größte Teil des Volumens wird vom optischen System eingenommen, an dessen Ende die wissenschaftlichen Instrumente in der Focal Plane Structure (FPS) untergebracht sind. Diese beiden Komponenten werden von mehreren miteinander verbundenen Zylindern umschlossen, dem sogenannten „Support Systems Module“ (SSM). Zu diesem gehört auch ein hohler Ring in der Mitte des Teleskops, der den Großteil aller technischen Systeme zu dessen Steuerung beherbergt. Die benötigte elektrische Energie wird von zwei Sonnensegeln erzeugt, die ebenfalls mittig installiert sind. Für die Kommunikation sind außerdem zwei Ausleger mit je einer Hochleistungsantenne am SSM befestigt.

Am vorderen Ende von Hubble befindet sich eine Klappe mit einem Durchmesser von 3 m, mit der bei Bedarf die Öffnung des optischen Systems komplett geschlossen werden kann. Sie ist in der Aluminium-Honeycomb-Bauweise ausgeführt und ist außen mit einer reflektierenden Beschichtung zum Schutz vor Sonnenlicht ausgestattet. Das wird von mehreren Sensoren kontinuierlich überwacht, da ein zu hohes Maß an einfallendem Licht die hochempfindlichen wissenschaftlichen Instrumente beschädigen könnte. Sollte die Sonne weniger als 20° von der Ausrichtungsachse des Teleskops entfernt sein, schließt dieses System die Klappe automatisch innerhalb von weniger als 60 Sekunden, sofern es nicht manuell von der Bodenkontrolle abgeschaltet wird.

Die Klappe selbst ist an einem 4 m langen Lichtschutz-Zylinder (Baffle) befestigt. Dieser besteht aus Magnesium in Wellblechform, das durch eine Isolierungsschicht vor den starken Temperaturwechseln während eines Orbits geschützt wird. An der Außenseite befinden sich neben Haltegriffen für die Astronauten und den Befestigungselementen zur Sicherung in der Ladebucht des Space Shuttle folgende Komponenten: eine Niedriggewinnantenne, zwei Magnetometer und zwei Sonnensensoren.

Der nächste Zylinder ist ebenfalls 4 m lang, aus Aluminium gefertigt sowie durch zusätzliche Verstrebungen und Stützringe versteift. Wie beim Lichtschutz-Zylinder sind mehrere Vorrichtungen zur Befestigung des Teleskops vorhanden, wobei hier ein besonders stabiler Mechanismus befestigt ist, an dem der Roboter-Arm des Space Shuttles andocken kann. An der Außenseite befinden sich neben vier Magnettorquerern auch die Halterungen für die beiden Ausleger mit den Hochgewinnantennen. Auch in diesem Abschnitt sind Isolationsmaterialien auf der Oberfläche angebracht, um die thermische Belastung zu verringern.

Bei der nächsten Komponente handelt es sich um die wichtigste des gesamten Support Systems Module: der Ausrüstungssektion. Hierbei handelt es sich um einen donutförmigen Ring, der das Teleskop komplett umschließt. In ihm sind etwa 90 % aller technischen Systeme in insgesamt zehn einzelnen Ausrüstungsbuchten (englisch bays). Jede dieser Buchten besitzt in etwa die Maße 0,9 m × 1,2 m × 1,5 m und ist durch eine Klappe von außen leicht zugänglich. Diese sind in Honeycomb-Bauweise ausgeführt und verfügen jeweils über eine eigene Isolierung auf der Oberfläche. Die einzelnen Buchten sind wie folgt belegt:
- Bucht 1: Datenverarbeitung (Zentralcomputer und DMU)
- Bucht 2: Energieversorgung (Akkumulator-Modul und zwei zeitgebende Oszillatoren)
- Bucht 3: Energieversorgung (Akkumulator-Modul und ein DIU)
- Bucht 4: Energieverteilung (PCU und zwei PDUs)
- Bucht 5: Datenspeicherung und -übertragung (Kommunikationssystem und zwei E/SDRs)
- Bucht 6: Lageregelung (RWA)
- Bucht 7: mechanische Systeme für Solarsegelausrichtung und ein DIU
- Bucht 8: Datenspeicherung und Notfallsysteme (E/SDRs und PSEA)
- Bucht 9: Lageregelung (RWA)
- Bucht 10: Datenverarbeitung (SI C&DH und ein DIU)

Abgeschlossen wird das Teleskop durch einen letzten 3,5 m langen Zylinder an dessen Heck. Wie bei dem vorherigen Abschnitt ist auch dieser aus Aluminium gefertigt und durch Verstrebungen versteift. Zwischen diesem Zylinder und dem Ausrüstungs-Ring befinden sich darüber hinaus vier Buchten für die Installation der drei FGS und des radialen wissenschaftlichen Instruments (Nr. 5). Die anderen vier Instrumente befinden sich hinter Wartungsklappen innerhalb der Konstruktion in einer axialen Position. Am Ende des Zylinders befindet sich eine abschließende Aluminium-Honeycomb-Platte mit einer Dicke von 2 cm. An ihr ist eine Niedriggewinnantenne befestigt, die Durchbrüche für mehrere Gasventile und elektrische Verbindungsstecker besitzt. Letztere ermöglichen über Ladekabel vom Space Shuttle den Betrieb von internen Systemen bei Servicemissionen, wenn die eigene Stromproduktion durch die Solarzellen deaktiviert werden muss.

### Energieversorgung

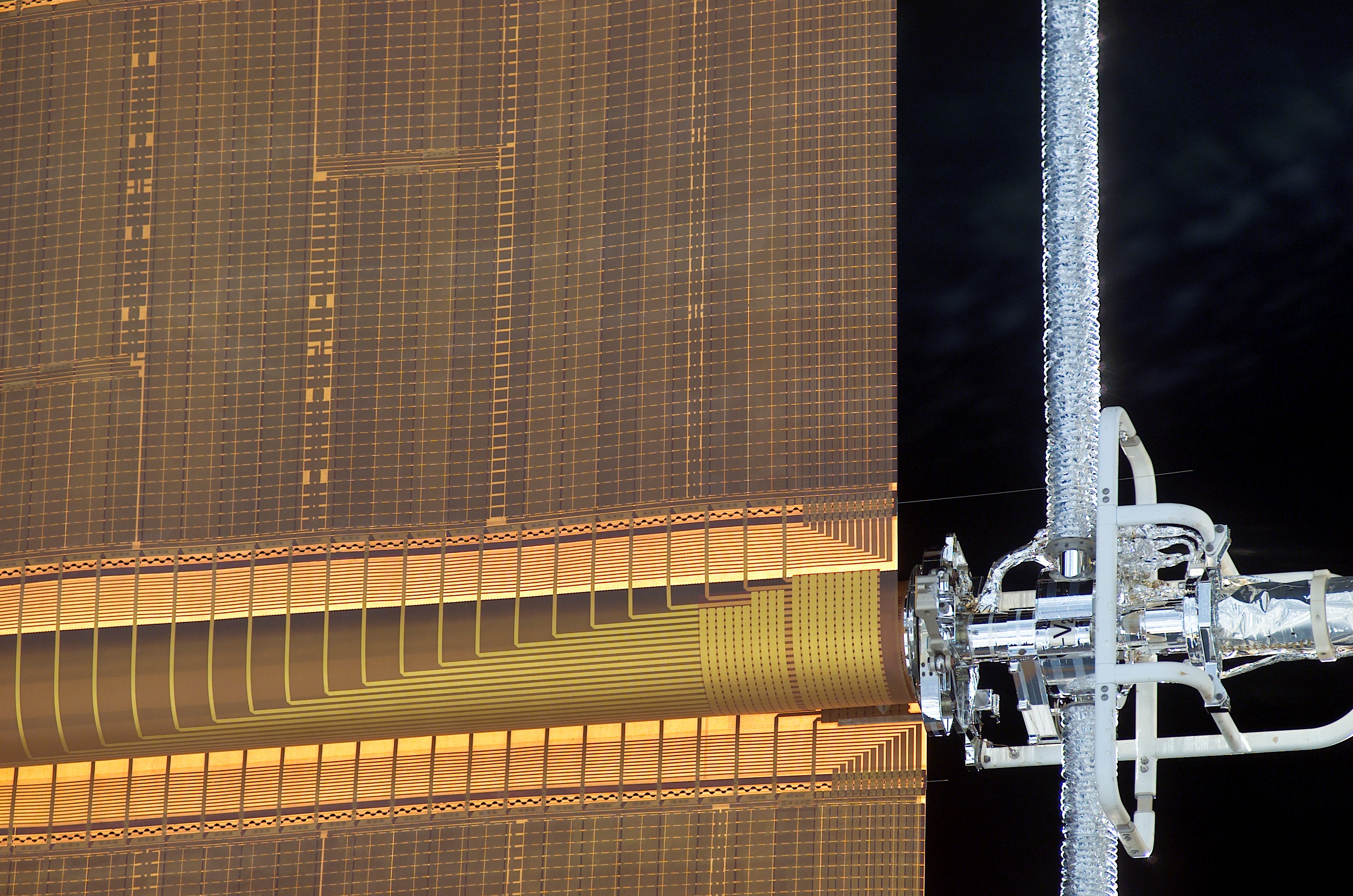
Nahaufnahme eines Solarmoduls nach der Servicemission SM 3B. Man beachte die Leiterbahnen für die Paneele.

Die gesamte elektrische Energie für den Betrieb des Teleskops wird von zwei flügelartigen, von der ESA entwickelten und gebauten Solarmodulen erzeugt. Die ursprünglich Silizium-basierten Module lieferten eine Leistung von mindestens 4550 Watt (je nach Ausrichtung zur Sonne), maßen je 12,1 m × 2,5 m und wogen je 7,7 kg. Da das Teleskop selbst wie die Nutzlastbucht des Space Shuttles im Querschnitt rund ist, konnten die beiden Flügel nicht wie üblich einfach eingeklappt werden. Stattdessen wurden die einzelnen Paneele auf einer Oberfläche aus Glasfasern und Kapton aufgebracht, die Verkabelung wurde durch eine darunter liegende Silberfäden-Matrix realisiert, die abschließend durch eine weitere Lage Kapton geschützt wurde. Diese Kombination war nur 0,5 mm dick und konnte so auf eine Trommel aufgerollt werden, die wiederum platzsparend eingeklappt werden konnte.
Allerdings zeigten sich schnell Probleme durch hohe Biegekräfte, die durch die intensive thermische Belastung beim Ein- und Austritt aus dem Erdschatten verursacht wurden. Durch den schnellen Wechsel zwischen Licht und Schatten wurden die Paneele in kürzester Zeit von −100 °C auf +100 °C aufgeheizt und auch wieder abgekühlt, was zu unerwünschter Verwindung und Verformung und damit zu Schwingungen des gesamten Teleskops führte. Daher wurden sie bei der Servicemission SM 1 gegen neuere Modelle ausgetauscht, bei denen dieses Problem nicht mehr auftrat. Fortschritte in der Solarzellen-Technik ermöglichten neun Jahre später bei der Servicemission SM 3B den Einbau von besseren, Galliumarsenid-basierten Solarmodulen, die trotz einer um 33 % reduzierten Fläche etwa 20 % mehr Energie bereitstellen. Die geringere Fläche der Flügel sorgt darüber hinaus für einen geringeren atmosphärischen Widerstand, so dass das Teleskop weniger schnell an Höhe verliert.
Aufgrund des niedrigen Orbits des Teleskops werden die Solarmodule nur etwa zwei Drittel der Zeit beschienen, da der Erdschatten die Sonnenstrahlung blockiert. Um die Systeme und Instrumente auch in dieser Zeit mit Energie zu versorgen, wurden sechs Nickel-Wasserstoff-Akkumulatoren integriert, die geladen werden, sobald Sonnenlicht auf die Solarmodule trifft, wobei der Ladeprozess etwa ein Drittel der erzeugten elektrischen Energie beansprucht. Die ursprünglichen Akkumulatoren konnten jeweils etwa 75 Ah speichern, was insgesamt für einen ununterbrochenen Betrieb für 7,5 Stunden bzw. fünf volle Orbits ausreicht. Die Leistungsaufnahme des Teleskops liegt bei etwa 2.800 Watt. Diese Überkapazität wird benötigt, da bei Ausrichtung des Teleskops auf manche der zu beobachtenden Objekte die Solarmodule nicht optimal zur Sonne positioniert werden können und entsprechend weniger Leistung liefern. Die Akkumulatoren verfügen über eigene Systeme zur Ladungs-, Temperatur- und Drucksteuerung und bestehen aus 22 einzelnen Zellen. Je drei Akkumulatoren sind in einem Modul organisiert, so dass sie gefahrlos von Astronauten im offenen Weltraum ausgewechselt werden können. Ein solches Modul besitzt in etwa die Maße 90 cm × 90 cm × 25 cm und wiegt 214 kg.
Um die natürliche Alterung der Akkumulatoren zu kompensieren, wurden sie bei der Servicemission SM 3A mit einem Voltage/Temperature Improvement Kit (VIK) ausgerüstet, das durch verbesserte Systeme zur Ladesteuerung insbesondere die thermische Belastung und die Überladungsproblematik reduziert. Bei der Servicemission SM 4 waren die sechs alten Akkumulatoren bereits 13 Jahre in Betrieb und wurden ersetzt. Die neuen Modelle sind durch bessere Fertigungsverfahren deutlich robuster und besitzen eine auf 88 Ah erhöhte Kapazität, von der durch thermische Limitierungen allerdings nur 75 Ah genutzt werden können. Diese Überkapazität bietet allerdings größere Verschleißreserven, was für eine nochmals erhöhte Lebensdauer sorgt.
Die Energie wird zentral von der Power Control Unit (PCU) verteilt, die 55 kg wiegt und in Bucht 4 der Ausrüstungssektion installiert ist. Diese Einheit versorgt die Bordcomputer mit einer konstanten Spannung von 5 Volt. Daran angebunden sind wiederum vier Power Distribution Units (PDUs), die je 11 kg wiegen und an welche die Bussysteme der Instrumente angeschlossen sind. Darüber hinaus enthalten sie Überwachungsinstrumente und Überstromschutzeinrichtungen. Bei der Servicemission SM 3B wurde die PCU durch ein neues Modell ersetzt, um die gesteigerte Energieproduktion der ebenfalls neuen Solarzellen voll nutzen zu können. Die Gesamtheit aller Systeme zur Energieversorgung wird als Electrical Power Subsystem (EPS) bezeichnet. Bei SM4 wurde die PCU vorsorglich ein weiteres Mal ausgetauscht.

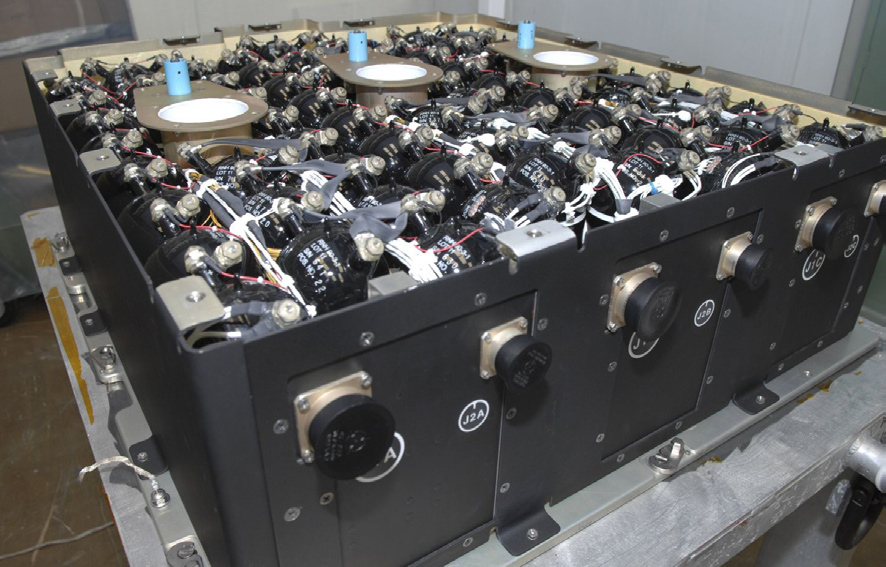
Ein geöffnetes Akku-Modul. Gut zu sehen sind die insgesamt 66 Zellen.

Am 16. Juni 2021 wurde gemeldet, dass sich der Computer zur Kontrolle der wissenschaftlichen Instrumente aufgrund eines Fehlers abgeschaltet hat. Zuerst wurde ein defektes Speichermodul als Fehlerursache angenommen, ein Wechsel auf eines der drei anderen Speichermodule beseitigte das Problem nicht. Es folgten diverse erfolglose Versuche, den Computer neu zu starten oder auf den Backupcomputer umzuschalten. Am 13. Juli konnte der Fehler auf die Power Control Unit (PCU) eingegrenzt werden. Eine Kontrollschaltung überwacht die Bordspannung und gibt bei Abweichungen nach oben oder unten ein Signal an den Computer, das diesen zur Sicherheit abschaltet. Es gibt eine redundante PCU, die diese Funktion übernehmen konnte, jedoch brauchte die volle Aktivierung aller dazu notwendigen Backupkomponenten mehrere Tage, bis wieder ein regulärer Betrieb möglich war. Teilweise wurden redundante Systeme seit Anfang der Mission zum ersten Mal angeschaltet und in Betrieb genommen. Am 17. Juli 2021 wurde der planmäßige Wissenschaftsbetrieb wieder aufgenommen, und am 19. Juli 2021 konnten wieder neue Bilder empfangen werden. Die bis dahin ausgefallenen Beobachtungen sollen zu einem anderen Termin nachgeholt werden.

### Elektronik und Datenverarbeitung

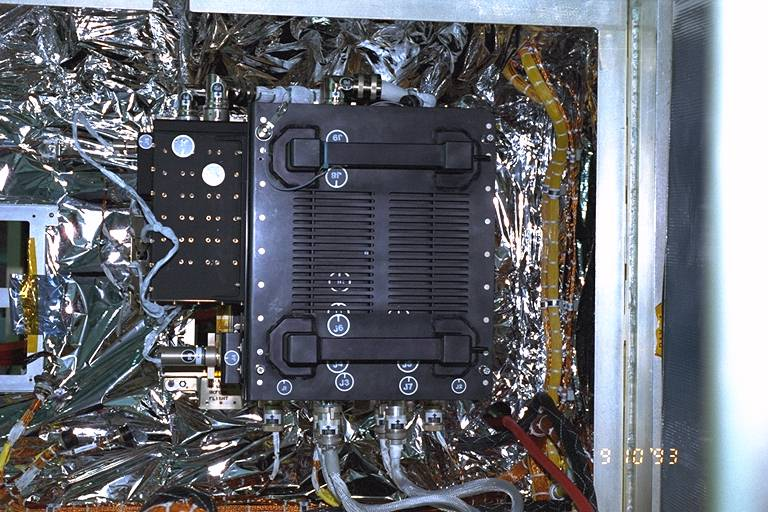
Der DF-224-Computer

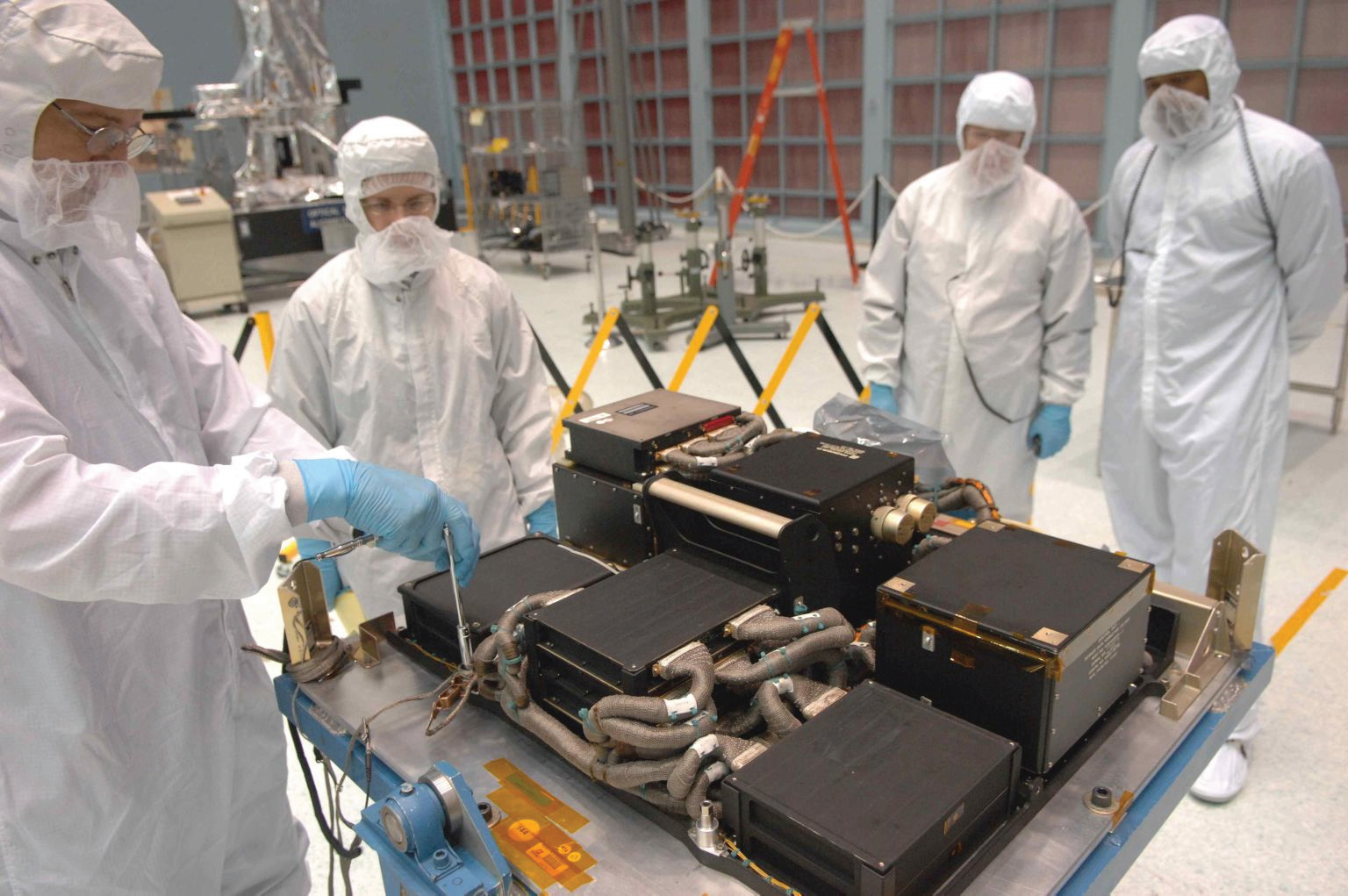
Das SI-C&DH-System im Reinraum

Für die Steuerung der Raumsonde wurden bis 2001 NSSC-1-Computer aus dem Jahr 1974 verwendet. Seit 2001 wurde einer dieser Computer durch einen in den 1980er-Jahren gebauten Computer mit CMOS-Speicher als RAM ersetzt. 2009 wurde erneut der im Jahr 2001 eingebaute Computer ersetzt.
Alle Systeme zur Datenverarbeitung und -speicherung sind im Data Management Subsystem (DMS) organisiert. Dessen Herzstück war bis zur Servicemission SM 3A ein Zentralcomputer vom Typ DF-224, der für die übergeordnete Steuerung aller technischen und wissenschaftlichen Systeme zuständig war. Dieser enthielt drei identische, mit 1,25 MHz getakteten 8-Bit-Prozessoren, wobei stets nur einer genutzt wurde, die anderen beiden dienten als Reserve im Fall eines Defekts. Der Speicher ist in sechs Modulen von je 192 kBit organisiert. Der interne Bus ist dreifach redundant ausgelegt, die Anbindung an die externen Systeme ist doppelt redundant. Der Computer misst 40 cm × 40 cm × 30 cm, wiegt 50 kg und wurde in einer für ihn spezifischen Assemblersprache programmiert.
Schon wenige Jahre nach dem Start fielen zwei der sechs Speichermodule aus (drei sind zum Betrieb mindestens notwendig), so dass bei der Servicemission SM 1 ein zusätzliches Koprozessor-System installiert wurde. Dieses besteht aus einer doppelt redundanten Kombination aus Intel-80386-Prozessor und 80387-Koprozessor (32-Bit-x86-Architektur „IA-32“), acht gemeinsam verwendeten Speichermodulen mit einer Kapazität von je 192 KiBit und 1 MiB Arbeitsspeicher exklusiv für den x86-Prozessor. Die Programmierung des Koprozessor-Systems erfolgte in C.
Bei der Servicemission SM 3A wurde das komplette Computersystem inklusive des Koprozessors entfernt und durch den deutlich leistungsfähigeren Advanced Computer ersetzt. Er verfügt über drei Intel-80486-Prozessoren mit einer Taktfrequenz von 25 MHz. Diese sind etwa 20-mal schneller als die des DF-224-Computers. Jeder Prozessor ist auf einer eigenen Platine mit je 2 MiB SRAM und einem 1 MiB großen EPROM untergebracht. Das gesamte System besitzt die Abmessungen 48 cm × 46 cm × 33 cm und wiegt 32 kg.
Das zentrale Element zur Verteilung von Daten innerhalb des Computers ist die Data Management Unit (DMU). Neben dem Routing ist die ca. 38 kg schwere DMU für die Verteilung der systemweit verwendeten Uhrzeit zuständig, wofür sie mit zwei redundanten, hochpräzisen Oszillatoren verbunden ist. Die meisten Systeme sind direkt mit der DMU verbunden, einige Komponenten sind jedoch nur über vier je 16 kg schwere Data Interface Units (DIUs) an sie angebunden.
Für die Kontrolle der wissenschaftlichen Instrumente ist die in Bucht 10 installierte Science Instrument Control and Data Handling Unit (SI C&DH) verantwortlich. Hierbei handelt es sich um einen Komplex aus mehreren Elektronikkomponenten, welche die Instrumente steuern, ihre Daten auslesen und diese formatieren. Das Kernelement dieses Systems ist der Control Unit/Science Data Formatter (CU/SDF). Er formatiert Kommandos und Anfragen der Bodenstation in das jeweils passende Format des Zielsystems oder -instruments. In der Gegenrichtung übersetzt es auch Datenströme aus den angeschlossenen Komponenten in ein für die Bodenstation passendes Format. Für die Interpretation der formatierten Daten und Kommandos ist der NASA Standard Spacecraft Computer (NSCC-I) zuständig. Er besitzt acht Speichermodule mit einer Kapazität von je 148 kbit, in denen Befehlsfolgen abgelegt werden können. Hierdurch kann das Teleskop auch dann arbeiten, wenn es keinen Kontakt zur Bodenstation besitzt. Die vom NSCC-I selbst erzeugten oder abgerufenen Kommandos werden anschließend wieder per Direct Memory Access an den CU/SDF übermittelt. Alle Komponenten der SI C&DH sind darüber hinaus redundant ausgelegt, so dass bei einem Ausfall ein baugleiches Reservemodul zur Verfügung steht.
Durch einen Fehler, der im SI C&DH vermutet wird, konnten am 23. Oktober 2021 die Instrumente kein Signal zur Synchronisierung empfangen. Die Schutzelektronik der Instrumente versetzte diese darauf in den Sicherheitsmodus. Ein Reset der Instrumente brachte nicht den gewünschten Erfolg und der Fehler trat am 25. Oktober erneut auf. Seither wurde an verschiedenen Strategien zur Lösung des Problems gearbeitet. Am 1. November wurde das defekte NICMOS-Instrument, das seit 2010 inaktiv ist, wieder in Betrieb genommen, um die Synchronisierungssignale zu überwachen. Auf diese Weise konnten Erkenntnisse gewonnen werden, ohne dass eines der aktiven Instrumente gefährdet wird. Als Nächstes wurde am 7. November das ACS Instrument versuchsweise in Betrieb genommen. Aufgrund der Bauart ist es das System, das am wenigsten durch eine Fehlfunktion in der Synchronisierung beeinträchtigt wird. Am 23. November wurde Wide Field Camera 3 wieder in Betrieb genommen, nachdem seit dem 1. November der Fehler nicht wieder aufgetreten ist. Es wird zugleich an einer Software-Modifikation an den Instrumenten gearbeitet, die bei ausbleibenden Synchronisierungssignalen erlaubt, den wissenschaftlichen Betrieb fortzusetzen. Für die Simulationen und den Test werden einige Wochen veranschlagt. Am 28. November 2021 wurde Cosmic Origins Spectrograph, somit das dritte Instrument wieder in Betrieb gesetzt. Das vierte Instrument Space Telescope Imaging Spectrograph (STIS) nahm am 6. Dezember wieder den regulären Betrieb auf.
Zur Speicherung von Daten, die nicht in Echtzeit zur Erde übertragen werden können, stehen drei Engineering/Science Data Recorders (E/SDRs) zur Verfügung. Hierbei handelte es sich beim Start um Bandlaufwerke mit je 1,2 GBit Kapazität, einem Gewicht von je 9 kg und den Abmessungen 30 cm × 23 cm × 18 cm. Da Magnetbänder mittels Elektromotoren zum Lesen und Schreiben bewegt werden müssen, wurde ein Exemplar bereits bei der Servicemission SM 2 durch einen als Solid State Recorder (SSR) bezeichneten Flash-basierten Speicher ersetzt. Dieser hat keine mechanischen Bauteile und ist daher bei höherer Lebensdauer gleichzeitig wesentlich zuverlässiger. Darüber hinaus besitzt der SSR mit 12 GBit eine etwa zehnmal so hohe Kapazität und ermöglicht parallele Lese- und Schreibzugriffe.
Für die Betriebssicherheit des Teleskops gibt es neben der redundanten Auslegung wichtiger Komponenten ein Software- und Hardwaresicherungssystem. Bei dem Softwaresystem handelt es sich um eine Reihe von Programmen, die auf dem Zentralcomputer ausgeführt werden und diverse Betriebsparameter überwachen. Wird hierbei eine beliebige, aber nicht hochgefährliche Fehlfunktion entdeckt, werden alle wissenschaftlichen Instrumente abgeschaltet, und das Teleskop wird in der gerade aktuellen Ausrichtung gehalten. Dieser Modus kann nur durch das Eingreifen der Bodenkontrolle nach Behebung des Fehlers aufgehoben werden. Sollten jedoch ernsthafte Abweichungen im Energiesystem auftreten, wird das Teleskop so ausgerichtet, dass die Sonnensegel bestmöglich von der Sonne beschienen werden, um so viel Strom wie möglich zu produzieren. Darüber hinaus werden Maßnahmen ergriffen, alle Komponenten auf ihrer Betriebstemperatur zu halten, um eine schnelle Wiederaufnahme der wissenschaftlichen Untersuchungen nach der Aufhebung des Sicherheitsmodus zu gewährleisten.
Für den Fall von hochkritischen Systemausfällen oder -fehlfunktionen existiert ein weiteres Sicherheitssystem mit der Bezeichnung Pointing/Safemode Electronics Assembly (PSEA). Hierbei handelt es sich um einen 39 kg schweren Komplex aus 40 speziellen Leiterplatten, auf denen sich Programme befinden, die ausschließlich das Überleben des Teleskops sichern sollen. Im Gegensatz zum softwarebasierten Sicherheitssystem im Zentralcomputer sind diese fest in der PSEA-Hardware verdrahtet, wodurch sie erheblich robuster gegenüber Störeinflüssen sind. Die Aktivierung des PSEA-Systems erfolgt beim Eintreten einer oder mehrerer der folgenden Situationen:
- Fehlfunktion des Zentralcomputers
- Zwei der drei RGAs fallen aus.
- Die Akkumulatoren verlieren mehr als 50 % ihrer Ladung.
- Ausfall des DMS

Nach der Aktivierung sorgen die verdrahteten Programme dafür, dass die Sonnensegel bestmöglich auf die Sonne ausgerichtet werden und alle nicht überlebenswichtigen Komponenten abgeschaltet werden. Die Temperaturkontrolle wird hierbei so gesteuert, dass alle Systeme oberhalb ihrer für das Überleben notwendigen Temperatur gehalten werden. Um auch bei schweren Schäden an den Hauptsystemen handlungsfähig zu bleiben, ist der PSEA-Komplex mit eigenen Datenleitungen an die kritischen Teleskopkomponenten angebunden. Um einen Ausfall der RGAs zu kompensieren, sind auch drei Reserve-Gyroskope vorhanden, die allerdings wesentlich ungenauer sind und nur eine grobe Ausrichtung sicherstellen können, was keinen wissenschaftlichen Betrieb erlaubt. Das PSEA-System kann somit vollständig autonom arbeiten, eine Verbindung zur Bodenstation ist nur zur Fehlerbehebung selbst nötig.

### Kommunikation

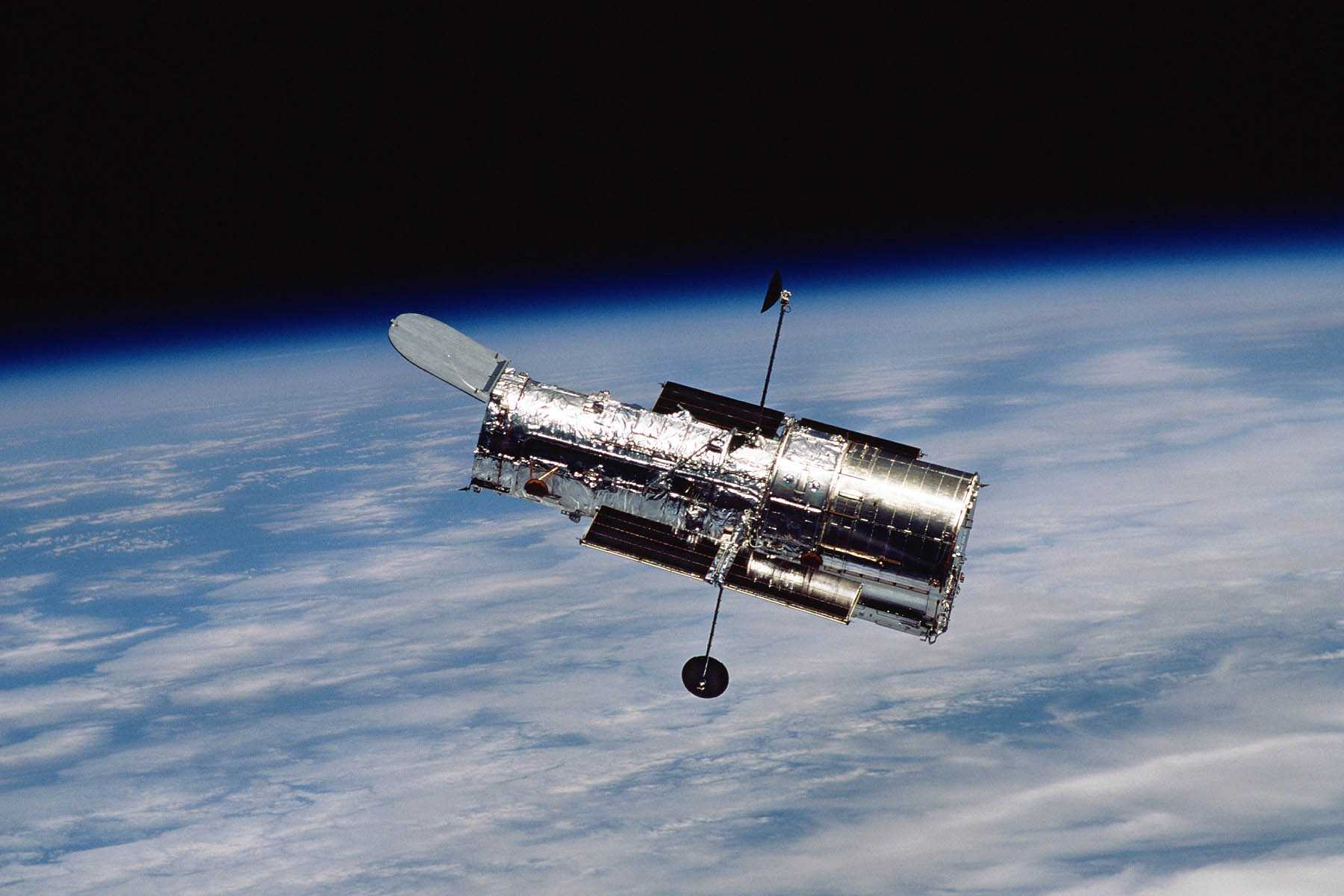
Auf dieser Aufnahme sind die beiden HGAs an den Auslegern gut zu erkennen.

Zur Kommunikation verfügt Hubble über je zwei Hoch- und Niedriggewinnantennen (bezeichnet als HGA bzw. LGA). Die beiden Hochgewinnantennen sind als Parabolantennen in Honeycomb-Bauweise ausgeführt (Aluminium-Waben zwischen zwei CFK-Platten) und an zwei separaten 4,3 m langen Auslegern montiert, die durch ihre kastenförmige Konstruktion auch als Wellenleiter dienen. Sie haben einen Durchmesser von 1,3 m und können in zwei Achsen um bis zu 100 Grad geschwenkt werden, so dass eine Kommunikation mit einem TDRS-Satelliten in jeder beliebigen Lage möglich ist. Da die hohe Datenrate über die HGAs dank ihrer starken Richtwirkung erreicht wird, ist diese Eigenschaft wichtig, um die sehr umfangreichen wissenschaftlichen Bild- und Messdaten in akzeptabler Zeit zu übertragen. Die zu sendenden Signale werden hierbei vom S-Band Single Access Transmitter (SSAT) generiert. Dieser Transceiver besitzt eine Sendeleistung von 17,5 Watt und erreicht mittels Phasenmodulation eine Datenrate von bis zu 1 MBit/s. Insgesamt werden pro Woche auf diesem Weg etwa 120 GBit Daten an die Bodenstation gesendet, wobei die Frequenzen 2255,5 MHz und 2287,5 MHz genutzt werden. Als Reserve ist ein zweiter, baugleicher SSAT vorhanden, der nach dem Ausfall des Primär-Transceivers im Jahre 1998 in Betrieb genommen werden musste. Im Dezember 1999 wurde dieser bei der Servicemission SM 3A gegen ein funktionsfähiges Modell ersetzt.
 Für die Übertragung technischer Daten und für Notfälle stehen zwei Niedriggewinnantennen zur Verfügung. Diese haben ein sehr breites Antennendiagramm und sind unbeweglich. In Kombination ist so auch dann eine Kommunikation mit dem Teleskop möglich, wenn dessen HGAs nicht korrekt ausgerichtet sind. Die geringe Richtwirkung limitiert die Datenrate allerdings stark, so dass nur kurze technische Steuerbefehle und Statusdaten übertragen werden können. Die Frequenzen liegen hier bei 2106,4 und 2287,5 MHz. Zur Signalerzeugung kommen zwei redundante Transceiver zum Einsatz, die als Multiple Access Transmitter (MAT) bezeichnet werden. Kommandos werden mit 1 kbit/s empfangen, der Datenversand kann mit bis zu 32 kbit/s erfolgen.

### Lageregelung

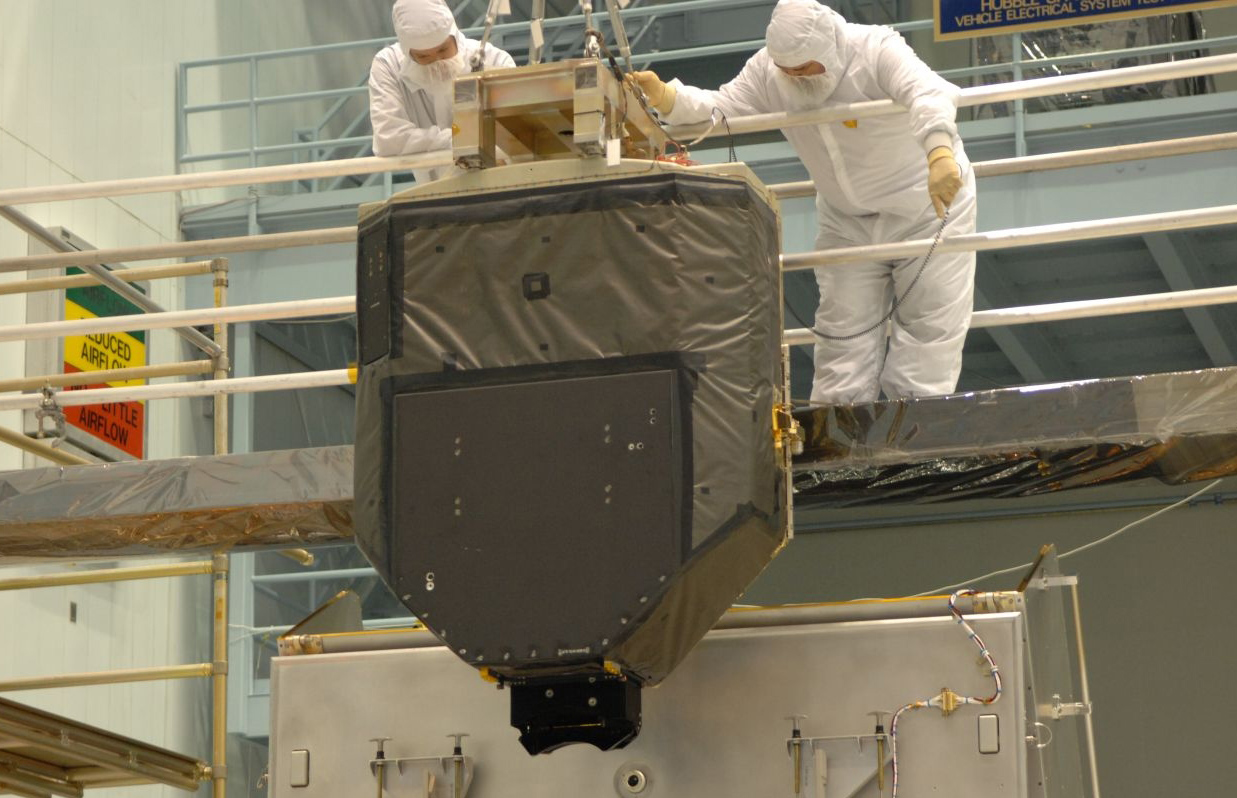
Personal übt mit einem neu zertifizierten FGS dessen späteren Einbau im Weltraum.

Da Hubble Objekte mit einer sehr hohen Auflösung beobachten soll, muss das gesamte Teleskop extrem präzise ausgerichtet und nachgeführt werden. Das hierfür zuständige System, genannt Pointing Control Subsystem (PCS), kann das Teleskop mit einer Genauigkeit von 0,01″ ausrichten und ein Objekt 24 Stunden lang mit einer Genauigkeit von mindestens 0,007″ nachführen. Würde sich Hubble in San Francisco befinden, so könnte es mit einem schmalen Lichtstrahl eine sich bewegende 10-Cent-Münze über dem etwa 600 km entfernten Los Angeles beleuchten. Um eine solch hochpräzise Ausrichtung zu erreichen, werden insgesamt fünf verschiedene Sensorenkomplexe eingesetzt.
Insgesamt vier Coarse Sun Sensors (CSSs), von denen sich je zwei an Bug und Heck befinden, ermitteln die Ausrichtung zur Sonne, zwei Magnetic Sensing Systems (MSSs) an der Teleskopabdeckung ermitteln über Messungen des Erdmagnetfeldes die Ausrichtung relativ zur Erde und drei Sternsensoren, die als Fixed Head Star Trackers (FHSTs) bezeichnet werden, erfassen die Ausrichtung gegenüber je einem bestimmten Leitstern. Die Bewegungen in den drei Raumachsen werden von drei Rate Gyro Assemblies (RGAs) erfasst. Jede RGA besitzt zwei Gyroskope (Rate Sensing Unit, RSU), die die Beschleunigung entlang ihrer jeweiligen Achse erfassen und messen können. Hubble stehen somit insgesamt sechs Gyroskope zur Verfügung, wobei mindestens drei zum Betrieb notwendig sind. Da diese relativ schnell nach dem Start ein hohes Maß an Verschleiß zeigten, wurden bei jeder Servicemission zwei bis sechs von ihnen ausgewechselt.
Das eigentliche Kernsystem, das die hohe Präzision des Teleskops ermöglicht, ist der Komplex aus den drei Fine Guidance Sensors (FGSs). Sie beziehen ihr Licht von den Randbereichen des Ausleuchtungsbereichs der Hauptoptik und arbeiten somit koaxial und zeitlich parallel zu den wissenschaftlichen Instrumenten. Da im Randbereich die optischen Abbildungsfehler am größten sind, besitzt jeder FGS ein großes Gesichtsfeld, so dass die Wahrscheinlichkeit hoch ist, trotzdem einen passenden Leitstern zu finden. Ist ein solcher gefunden, wird er mittels eines komplexen Systems aus kleinen Elektromotoren, Prismen und Spiegeln präzise erfasst und fokussiert, um dessen Licht auf zwei Interferometer zu lenken, die wiederum aus zwei Photomultipliern besteht. Diese Komplexe erfassen die Phase des einfallenden Lichts, die genau gleich ist, wenn sich der Leitstern exakt in der Mitte des Gesichtsfeldes befindet. Sollte dieser durch Bewegungen des Teleskops in Richtung Bildrand wandern, ergibt sich eine Phasenverschiebung zwischen beiden Interferometern, die ein Computersystem erfasst. Dieses errechnet die nötige Ausrichtungskorrektur und sendet die entsprechenden Befehle an das Lagekontrollsystem. Da der Komplex in der Lage ist, Abweichungen bereits ab 0,002 8″ zu detektieren, können die Korrekturmanöver bereits vor dem Eintreten von signifikanten Abweichungen (ab 0,005″) eingeleitet werden. Allerdings kann ein FGS nur die Abweichung in einer Raumdimension erfassen, womit mindestens zwei von ihnen zur korrekten Ausrichtung benötigt werden, das dritte System misst darüber hinaus die Winkelstellung des Sterns. Jeder FGS ist 1,5 m lang, weist einen Durchmesser von 1 m auf und wiegt 220 kg. Während der Servicemissionen SM 2, SM 3A und SM 4 wurde je ein Sensor durch ein neu kalibriertes und zertifiziertes Modell ersetzt. Zusätzlich wurde während der Mission SM 2 ein System mit dem Namen Optical Control Electronics Enhancement Kit (OCE-EK) eingebaut. Es erlaubt kleinere Justierungen und Kalibrierungen der FGSs ohne Eingriff von außen, wodurch deren Genauigkeit ohne neue Servicemissionen bis zu einem gewissen Grad erhalten werden kann.
Die von den Steuerungssystemen angeforderten Bewegungen werden primär durch vier Reaction Wheel Assemblies (RWAs) umgesetzt. Diese enthalten je zwei Reaktionsräder, die bei einer Änderung ihrer Drehgeschwindigkeit einen Drehimpuls auf das Teleskop übertragen und es so neu ausrichten. Jedes Rad weist einen Durchmesser von 59 cm auf, wiegt 45 kg und kann mit einer Geschwindigkeit von bis zu 3000 Umdrehungen pro Minute rotieren. Insgesamt verfügt Hubble über sechs dieser Räder, wobei nur drei für den Betrieb notwendig sind, der Rest wird als Reserve vorgehalten. Darüber hinaus kommen zur Lageregelung vier Magnettorquer zum Einsatz. Hierbei handelt es sich um Elektromagnete, die mit dem Erdmagnetfeld wechselwirken und so mittels Impulsübertragung die Geschwindigkeit der Trägheitsräder steuern können. Für den Fall, dass die RWAs komplett ausfallen, kann das Teleskop mit diesen Torquern eine Lage erreichen, in der es die Solarmodule auf die Sonne ausrichten kann, so dass weiterhin Strom erzeugt wird.

### Optisches System

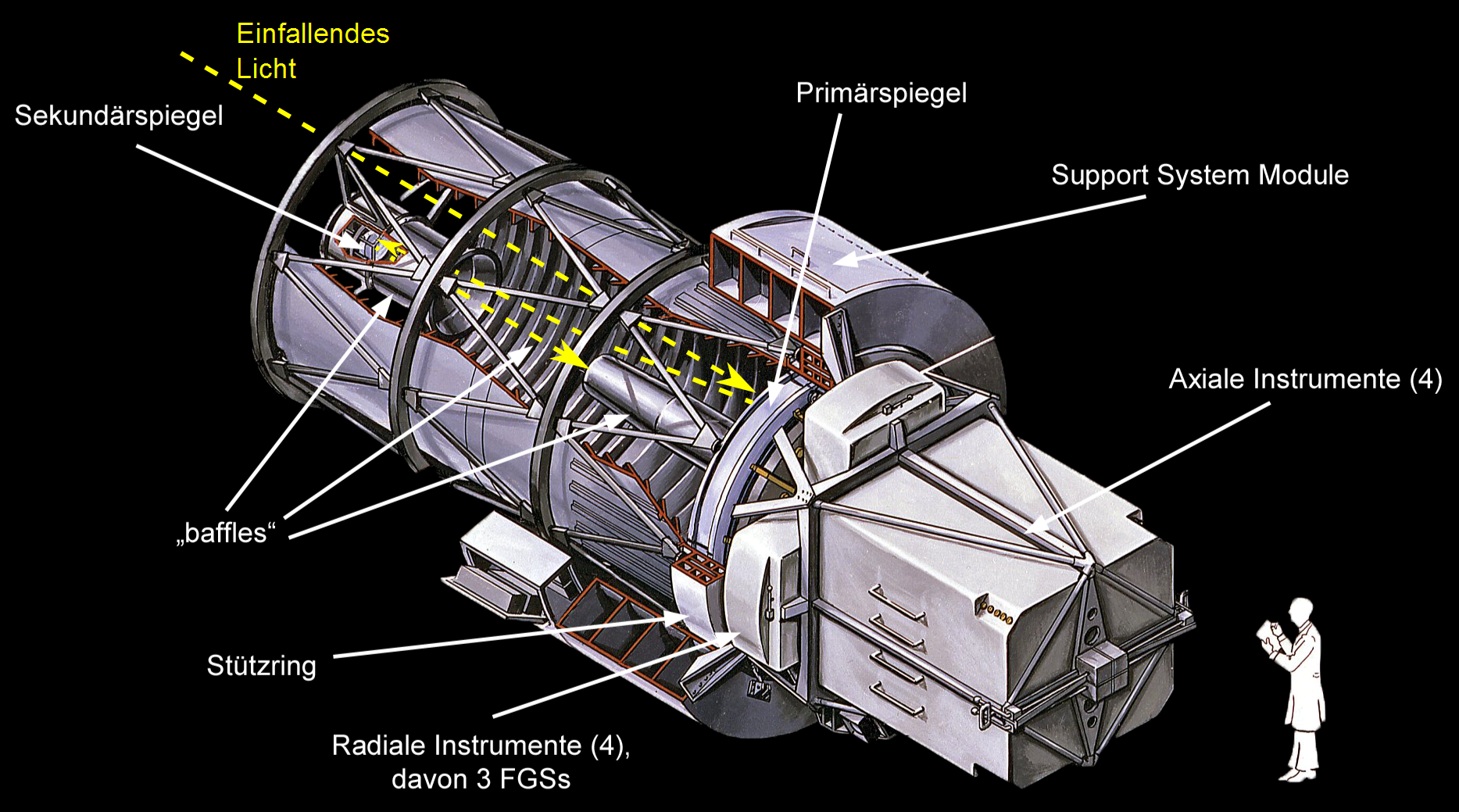
Konstruktion des optischen Systems

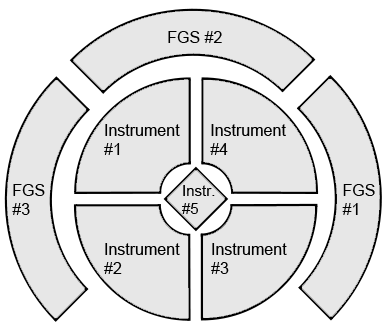
Gesichtsfelder der Instrumente

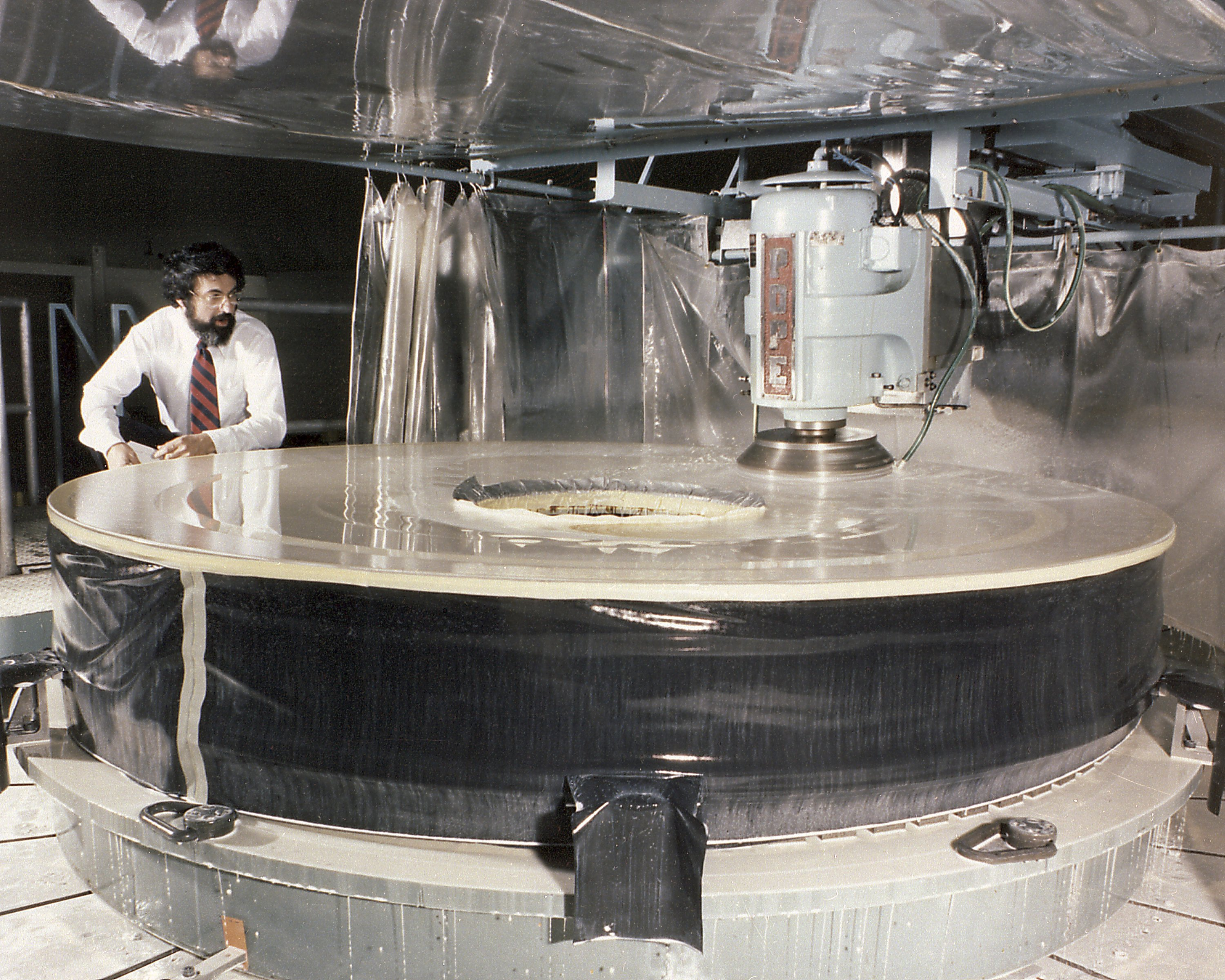
Der Primärspiegel während der Politur

Bei dem optischen System (bezeichnet als Optical Telescope Assembly, kurz OTA) handelt es sich um das eigentliche Herzstück von Hubble, da es das benötigte Licht für die wissenschaftlichen Untersuchungen sammelt und an die einzelnen Instrumente verteilt. Es handelt sich um eine Ritchey-Chrétien-Cassegrain-Konstruktion, die aus nur zwei Spiegeln besteht. Bei dem ersten handelt es sich um den Primärspiegel, der für das Auffangen des Lichts zuständig ist. Er besitzt einen Durchmesser von 2,4 m und ist hyperbolisch geformt, wodurch das auftreffende Licht auf den 30 cm großen Sekundärspiegel geworfen wird. Dieser reflektiert es zu den wissenschaftlichen Instrumenten und den drei FGSs. Eine Besonderheit des Hubble-Teleskops ist, dass alle Instrumente einen festen Teil des gesammelten Lichts erhalten und somit zur gleichen Zeit arbeiten können. Üblich ist sonst das „Umschalten“ zwischen verschiedenen Sensoren, so dass zu einem Zeitpunkt nur eine Messung aktiv sein kann. Die insgesamt 6,4 m lange optische Konstruktion erreicht so eine Brennweite von 57,6 m bei einer Blendenzahl von ƒ/24.

Der Hauptspiegel von Hubble wurde von der Firma PerkinElmer (inzwischen Teil von Raytheon) gefertigt, wobei man auf eine spezielle Glassorte der Firma Corning zurückgriff, die sich bei Temperaturänderungen kaum verformt und so die Abbildungsleistung bewahrt. Aus ihr wurde eine 3,8 cm dicke Frontfläche hergestellt, die durch eine ebenfalls aus diesem Glas bestehende Honeycomb-Struktur mit einer Dicke von 25,4 cm zusätzlich stabilisiert wurde. Durch diese Bauweise konnte das Gewicht auf moderate 818 kg gesenkt werden, ein konventioneller, massiver Glaskörper hätte zum Erreichen derselben Leistung etwa 3600 kg gewogen. Um die absolute Spannungsfreiheit des Körpers zu garantieren, wurde er über drei Monate sehr langsam von seiner Gusstemperatur (1180 °C) auf Zimmertemperatur abgekühlt, bevor er zur Endfertigung zu PerkinElmer gebracht wurde. Dort wurde die Frontfläche erst mit diamantbesetzten Schleifmaschinen in eine fast hyperbolische Form gebracht, wobei etwa 1,28 cm Material von der Frontfläche abgeschliffen wurden. Anschließend entfernten erfahrene Optiker mit manuellen Werkzeugen weitere 7,6 mm. Zuletzt wurde ein computergestütztes Laser-System eingesetzt, das das gewünschte Oberflächenprofil mit einer Abweichung von weniger als 31,75 nm formte (hätte der Spiegel die Größe der Erde, wäre eine Abweichung im Verhältnis höchstens 15 cm hoch). Trotz der genauen Fertigung und Qualitätskontrolle kam es zu einer erheblichen Abweichung, die erst im Orbit erkannt wurde und das Teleskop praktisch nutzlos machte (Details oben). Erst der Einbau eines speziellen Korrektursystems mit dem Namen COSTAR bei der Servicemission SM 1 drei Jahre später ermöglichte die geplanten wissenschaftlichen Untersuchungen. Die eigentlichen Reflexionseigenschaften des Spiegels bestimmt eine 100 nm dicke Aluminium-Schicht, die durch zusätzliche 25 nm Magnesiumfluorid vor Umwelteinflüssen geschützt wird. Darüber hinaus erhöht diese Schicht den Reflexionsgrad des Spiegels (auf über 70 %) im Bereich der Lyman-Serie, die für viele wissenschaftliche Untersuchungen von großer Bedeutung ist. Im sichtbaren Spektrum liegt die Reflexivität bei mehr als 85 %. Hinter dem Primärspiegel befindet sich eine spezielle Stützstruktur aus Beryllium, die mehrere Heizelemente und 24 kleine Aktoren enthält. Erstere sorgen dafür, dass der Spiegel bei seiner optimalen Temperatur von etwa 21 °C gehalten wird, wobei mit Hilfe der Aktoren die Form des Spiegels minimal per Steuerungsbefehl vom Boden aus nachjustiert werden kann. Die gesamte Konstruktion wird wiederum von einem 546 kg schweren, hohlen Titan-Stützring mit einer Dicke von 38 cm in Position gehalten.

Der Primärspiegel ist so geformt, dass alles gesammelte Licht auf den 30-cm-Sekundärspiegel trifft. Dessen reflektierende Beschichtung besteht ebenfalls aus Magnesiumfluorid und Aluminium, jedoch wurde Glas der Sorte Zerodur für den noch stärker hyperbolisch geformten Spiegelkörper verwendet. Dieser wird von einer hochgradig versteiften Konstruktion aus CFK in der Mitte des Teleskops nahe der Öffnung gehalten. Diese ist zusätzlich mit einer Multilayer Insulation ummantelt worden, um Verformungen durch Temperaturunterschiede weiter zu minimieren. Dies ist sehr wichtig für den ordnungsgemäßen Betrieb des Teleskops, da bereits eine Positionsabweichung von mehr als 0,0025 mm ausreicht, um ernsthafte Abbildungsfehler zu erzeugen. Zusätzlich sind wie beim Primärspiegel sechs Aktoren vorhanden, mit denen die Ausrichtung in geringem Maße korrigiert werden kann. Das Licht wird abschließend durch ein 60 cm großes Loch in der Mitte des Primärspiegels zu den Instrumenten geleitet.

Zum Schutz vor Streulicht, das im Wesentlichen von der Erde, dem Mond und der Sonne stammt, sind drei baffles vorhanden. Es handelt sich um lang gestreckte zylinderförmige Konstrukte, deren innere Wand mit einer tiefschwarzen, fein und grob geriffelten Struktur versehen ist. Diese absorbiert oder zerstreut Licht, das von Objekten stammt, die sich in der Umgebung des anvisierten Zieles befinden und so die Untersuchungen stören könnte. Vom Zweck her ähnelt es einer Streulichtblende, allerdings befindet sich die Struktur, die bei vielen handelsüblichen Kameras auch oft im Bereich um den Sensor sowie seltener am Frontteil des Objektivs zu finden ist, im Inneren des Teleskops. Der größte primary baffle ist am Rand des Primärspiegels angebracht, besteht aus Aluminium und reicht bis zur Öffnung des Teleskops, woraus eine Länge von 4,8 m resultiert. Ein weiterer 3 m langer central baffle ist im Zentrum des Spiegels befestigt, um das vom Sekundärspiegel reflektierte Licht abzuschirmen, an dem ebenfalls eine solche Konstruktion montiert wurde. Alle Teile der Optik werden durch eine skelettartige Konstruktion aus CFK verbunden und zusammengehalten. Diese ist 5,3 m lang und wiegt 114 kg.

### Isolation und Temperaturkontrolle

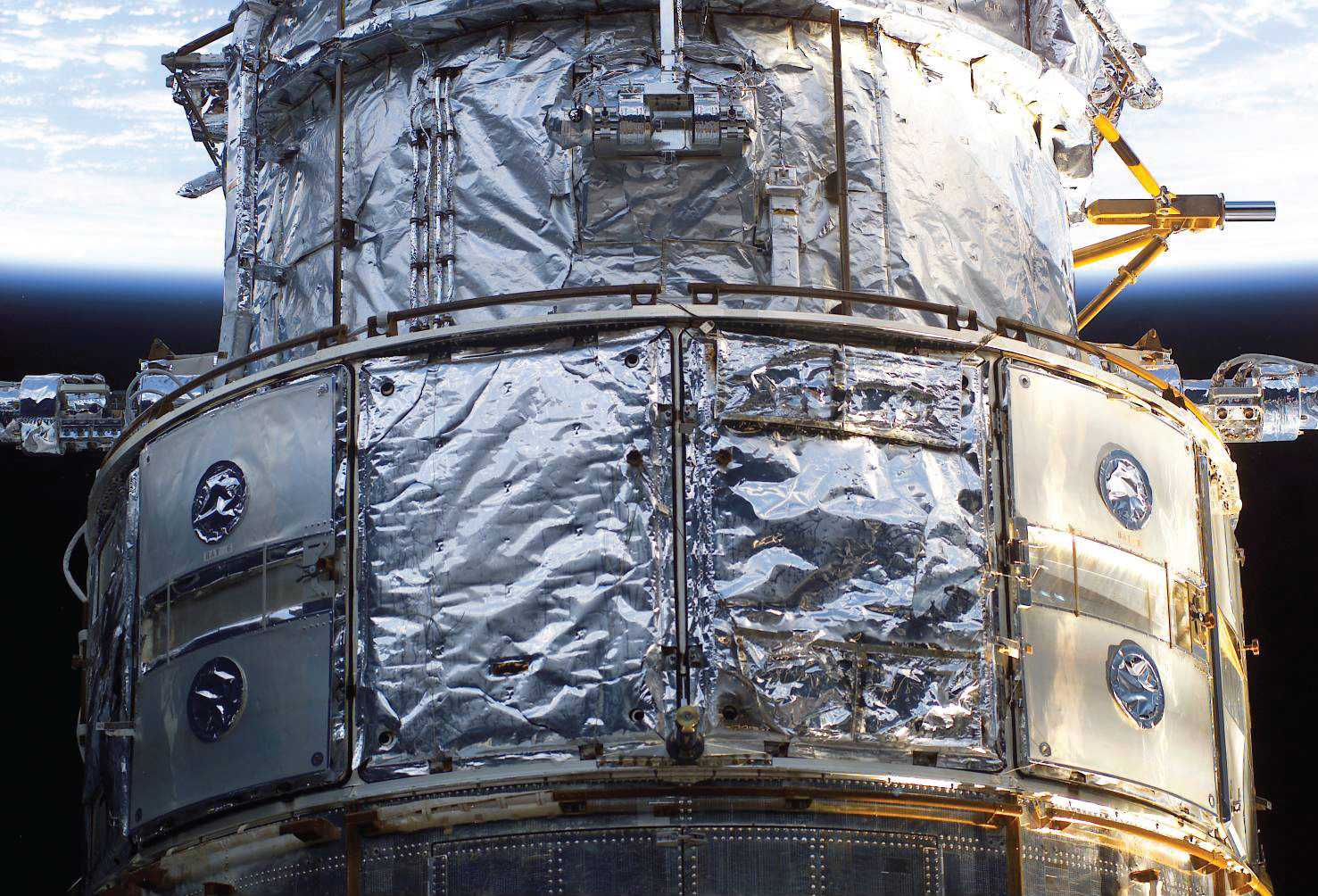
Ein Blick auf die ringförmige Ausrüstungs-Sektion (untere Bildhälfte). Gut zu erkennen ist die alte FOSR-Folie ohne Schutz in der Mitte und die vier neuen NOBL-Paneele rechts und links.

Aufgrund des niedrigen Orbits passiert das Teleskop sehr häufig und lang anhaltend den Erdschatten. Hierdurch entstehen sehr hohe thermische Belastungen, wenn es wieder aus dem Schatten austritt und sofort intensiv von der Sonne beschienen wird. Um diese Belastung zu verringern, ist die gesamte Oberfläche von Hubble mit verschiedenen Isolationsmaterialien umgeben. Mit einem Anteil von 80 % ist die Multilayer Insulation (MLI) der wichtigste Bestandteil. Diese besteht aus 15 aluminiumbedampften Kapton-Lagen und einer abschließenden aufgeklebten Lage aus sogenanntem „Flexible Optical Solar Reflector“ (FOSR). Hierbei handelt es sich um eine aufklebbare Teflon-Folie, die entweder mit Silber oder Aluminium bedampft ist, was Hubble sein typisch glänzendes Aussehen verleiht. Sie wurde auch zum Schutz von Oberflächen verwendet, die nicht noch zusätzlich durch eine MLI-Schicht geschützt wurden, die größten Flächen sind hierbei die vordere Abdeckklappe und die seitlichen Flächen des Teleskops (diese werden weniger intensiv von der Sonne beschienen als der obere und untere Teil). Da die wissenschaftlichen Instrumente unterschiedliche optimale Temperaturbereiche aufweisen, sind auch zwischen den vier axialen Instrumenten-Buchten Isolationsmaterialien vorhanden, um individuelle Temperaturzonen zu schaffen.
Obwohl Teflon ein sehr dehnbares und robustes Material ist, zeigten sich bereits bei der Inspektion im Rahmen der ersten Servicemission kleinere Risse im FOSR-Material. Bis zur nächsten Mission SM 2 hatten sich diese innerhalb von nur drei Jahren massiv ausgedehnt, man zählte über 100 Risse mit einer Länge von mehr als 12 cm. Bereits bei der Mission selbst wurden daraufhin außerplanmäßig erste improvisierte Reparaturen mittels mitgeführter FOSR-Klebebänder durchgeführt. Um das Erosionsproblem der FOSR-Folie sicher und endgültig zu lösen, wurde eine neue Abdeckung entwickelt: der New Outer Blanket Layer (NOBL). Hierbei handelt es sich um eine Konstruktion aus einem speziell beschichteten Edelstahl-Paneel, das in einen Stahlrahmen eingefügt ist. Dieser Rahmen ist individuell an eine spezifische Bucht der Ausrüstungssektion angepasst, wo ein NOBL-Modul über der alten, beschädigten Isolierung installiert wird, um diese vor weiterer Erosion zu schützen. Darüber hinaus sind einige Module auch mit einem Radiator zur verbesserten Kühlung ausgestattet. Dies war nötig, da mit der fortschreitenden Modernisierung des Teleskops immer leistungsfähigere Elektronik installiert wurde, die mehr Wärme produzierte als ihre Vorgängersysteme, was wiederum den Wärmehaushalt von Hubble beeinträchtigte. Während der Außenbordeinsätze bei den Missionen SM 3A, SM 3B und SM 4 wurden insgesamt sieben dieser Schutzpaneele angebracht.
Neben den passiv wirkenden Isolationsmaterialien verfügt das Teleskop über ein System zur aktiven Regelung der Temperatur. Diese wird intern und extern durch über 200 Sensoren erfasst, wodurch zielgerichtet für jede wichtige Komponente eine optimale thermische Umgebung geschaffen werden kann. Dies geschieht durch den Einsatz von individuell platzierten Heizelementen und Radiatoren.

## Wissenschaftliche Instrumente

### Aktuell
Die folgenden fünf Instrumente sind installiert und werden bis auf das defekte NICMOS für wissenschaftliche Untersuchungen eingesetzt. Da seit SM4 keine weiteren Servicemissionen mehr geplant sind, werden alle Instrumente an Bord verbleiben.

#### Advanced Camera for Surveys (ACS)

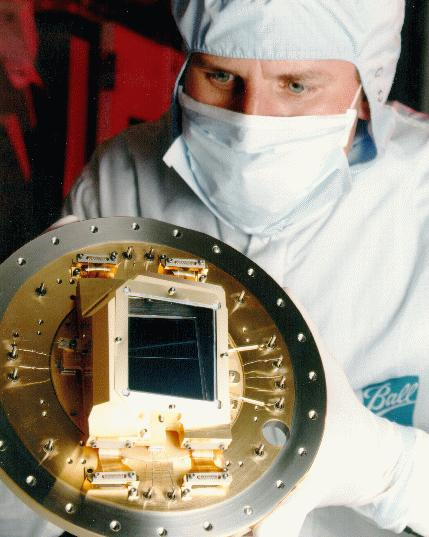
Der Sensor des WFC-Kanals

Dieses Instrument ist für die Beobachtung großer Raumgebiete im sichtbaren, ultravioletten und nahem infraroten Spektrum konstruiert worden. Dies ermöglicht generell ein weites Einsatzgebiet. Insbesondere sollen Galaxien untersucht werden, die bereits kurz nach dem Urknall entstanden sind und somit eine hohe Rotverschiebung aufweisen. Das Instrument wurde bei der Servicemission SM 3B installiert, wobei es die Faint Object Camera aus der Instrumentenbucht Nr. 3 verdrängte. Für Untersuchungen stehen drei verschiedene Subsysteme zur Verfügung: ein hochauflösender Kanal für Detailmessungen (High Resolution Channel, HRC), ein Kanal für Weitwinkelaufnahmen (Wide Field Channel, WFC) und ein spezieller Kanal für den ultravioletten Spektralbereich (Solar Blind Channel, SBC). Darüber hinaus sind 38 verschiedene Filter vorhanden, um gezielte Untersuchungen zu ermöglichen sowie eine spezielle Optik um den Hauptspiegelfehler ohne Hilfe von COSTAR zu korrigieren. Durch Elektronikausfälle im Juli 2006 und Januar 2007 waren der HRC- und der WRC-Kanal bis zur Servicemission SM 4 nicht einsatzfähig. Während der Wartung wurde nur der WRC-Kanal repariert, die Schäden am HRC-Kanal waren zu tiefgreifend, weshalb er nicht mehr benutzbar ist.
Der WFC-Kanal verfügt über zwei rückwärtig belichtete CCD-Sensoren auf Silizium-Basis. Jeder besitzt 2048 × 4096 Pixel und ist im Bereich von 350–1100 nm empfindlich, wobei die Quantenausbeute bis 800 nm bei etwa 80 % liegt und anschließend gleichmäßig auf unter 5 % bei 1100 nm absinkt. Bei einer Pixelgröße von 225 µm² und einem Blickfeld von 202″ × 202″ erreicht der Kanal eine Auflösung von 0,05″/Pixel. Der hochauflösende HRC-Kanal weist demgegenüber ein wesentlich engeres Blickfeld von 29″ × 26″ auf und erreicht trotz eines kleineren CCD-Sensors mit 1024 × 1024 Pixeln eine etwa doppelt so hohe Auflösung von 0,027″/Pixel. Darüber hinaus weist er bereits ab 170 nm eine Quantenausbeute von etwa 35 % auf, die ab 400 nm auf bis zu 65 % ansteigt und wie beim WFC-Kanal ab etwa 700 nm kontinuierlich bis 1100 nm absinkt. Beide Sensoren sind sonst identisch aufgebaut und arbeiten bei einer Temperatur von −80 °C. Eine Besonderheit des HRC-Kanals ist die Fähigkeit zur Beobachtung von schwach leuchtenden Objekten in der Nähe von starken Lichtquellen. Hierzu wird eine spezielle Maske (Koronograf) in den Strahlengang eingeführt, so dass Licht von der hellen Quelle blockiert wird. Für Beobachtungen im ultravioletten Spektrum steht der SBC-Kanal zur Verfügung, der die optische Konstruktion des HRC-Kanals mitbenutzt. Bei dem Caesiumiodid-basierten Sensor handelt es sich um ein Reserve-Teil für das STIS-Instrument. Er besitzt 1024 × 1024 Pixel mit einer Größe von je 25 µm², die im Bereich von 115–170 nm eine Quantenausbeute von bis zu 20 % erreichen. Bei einem Blickfeld von 35″ × 31″ erreicht der Kanal so eine Auflösung von 0,032″/Pixel.

#### Wide Field Camera 3 (WFC3)

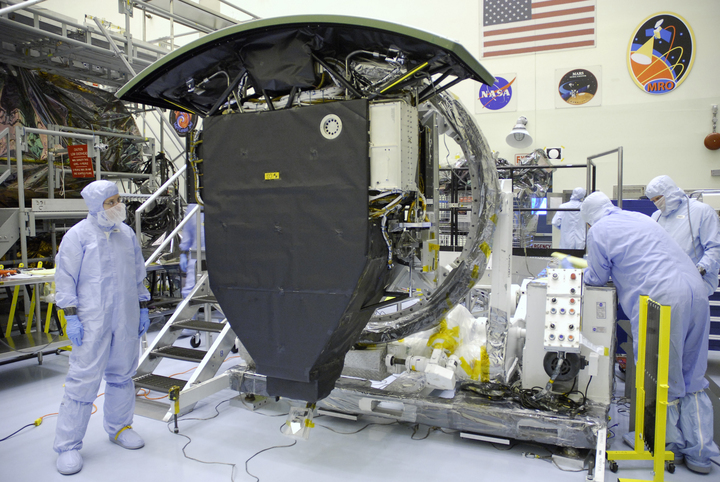
Die WFC3 im Reinraum

Die Wide Field Camera 3 (WFC3) ermöglicht die Beobachtung und Abbildung eines ausgedehnten Raumbereiches bei gleichzeitig hoher Auflösung und großer spektraler Bandbreite (200–1700 nm). Im sichtbaren und infraroten Bereich liegt ihre Leistung nur etwas unter dem Niveau der Advanced Camera for Surveys, so dass bei deren Ausfall die WFC3 als Alternative genutzt werden kann. Im ultravioletten und sichtbaren Bereich hingegen ist sie allen anderen Instrumenten in den Bereichen Blickfeld und Bandbreite deutlich überlegen, was sie für großräumige Untersuchungen in diesem Spektralbereich prädestiniert. Die Beobachtungsziele sind dementsprechend vielfältig und reichen von der Untersuchung nah gelegener Sternentstehungsregionen im ultravioletten Bereich bis hin zu extrem weit entfernten Galaxien mittels Infrarot. Installiert wurde das Instrument während der Servicemission SM 4 in der axialen Instrumentenbucht Nr. 5, wo sich vorher die Wide Field/Planetary Camera 2 befand.
Die WFC3 besitzt zwei separate Kanäle für die Abbildung im nahen infraroten (IR) und ultravioletten/sichtbaren (UVIS) Bereich. Bei letzterem werden zwei kombinierte 2051 × 4096 Pixel große Silizium-basierte CCD-Sensoren eingesetzt, die durch eine vierstufige Peltier-Kühlung auf einer Temperatur von −83 °C gehalten werden. Sie erreichen eine Quanteneffizenz von 50 bis 70 %, wobei das Maximum bei etwa 600 nm liegt. Durch die Kombination von 225 µm² großen Pixeln mit einem Sichtfeld von 162″ × 162″ erreicht dieser Kanal im Spektralbereich von 200 bis 1000 nm eine Auflösung von etwa 0,04″/Pixel. Der quadratische HgCdTe-CMOS-Sensor des nah-infraroten Kanals ist demgegenüber nur 1 Megapixel groß und liefert trotz seines kleineren Blickfeldes von 136″ × 123″ nur eine Auflösung von 0,13″/Pixel. Dafür ist seine Quantenausbeute von fast durchgängigen 80 % über das gesamte Spektrum (900–1700 nm) deutlich besser. Da Infrarot-Detektoren besonders ungünstig auf Wärme reagieren, ist dieser außerdem mit einer stärkeren sechsstufigen Kühlung ausgestattet, die eine Betriebstemperatur von −128 °C ermöglicht. Beide Kanäle verfügen darüber hinaus über eine Vielzahl von Filtern (62 Stück für UVIS und 16 für IR), um spezifische Eigenschaften der beobachteten Region untersuchen zu können. Besonders interessant sind hierbei drei Gitterprismen (eines für UVIS, zwei für IR), die es beiden Kanälen ermöglicht klassische Spektren für ein in der Mitte des Bildes liegendes Objekt anzufertigen. Diese sind zwar nur gering aufgelöst (70–210), reichen aber kombiniert über das Spektrum von 190–450 nm und 800–1700 nm.

#### Cosmic Origins Spectrograph (COS)

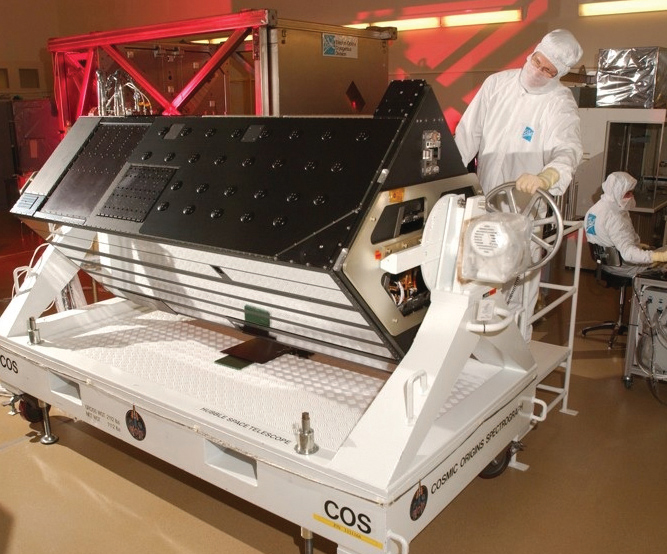
COS kurz vor der Verladung in das Space Shuttle

Bei dem COS handelt es sich im Wesentlichen um ein Spektrometer, es liefert also gewöhnlich keine Bilder, sondern Messwerte zu einem einzelnen anvisierten Punkt. Auf diesem Wege sollen die Struktur des Universums sowie die Evolution von Galaxien, Sternen und Planeten erforscht werden. Der Messbereich (90 bis 320 nm) überschneidet sich mit dem des STIS-Instruments, wobei es bei Punktzielen um etwa das Zehnfache empfindlicher ist. Für Untersuchungen kann zwischen einem fern-ultravioletten (far-ultraviolet, FUV) und einem nah-ultravioletten (near-ultraviolet, NUV) Kanal gewählt werden. Beiden Sensoren wird eines von insgesamt sieben speziellen optischen Gittern vorgeschaltet, das das einfallende Licht aufspaltet und gemäß seiner Wellenlänge unterschiedlich stark ablenkt. Anteile mit einer geringen Wellenlänge treffen den nachgelagerten CCD-Sensor eher mittig, während langwellige Komponenten eher im Randbereich auftreffen. Aus Position und Ladung der Pixel kann so ein Intensitätsspektrum in Abhängigkeit von der Wellenlänge angefertigt werden, das wiederum Rückschlüsse auf den chemischen Aufbau des beobachteten Objekts erlaubt. Das Instrument wurde während der Servicemission SM 4 eingebaut und verdrängte das COSTAR-System, da zu diesem Zeitpunkt alle anderen Instrumente mit internen Korrekturmechanismen ausgestattet waren und es nicht mehr benötigt wurde.
Im FUV-Kanal kommen zur Messung zwei nebeneinander liegende CCD-Sensoren auf Caesiumiodid-Basis mit kombinierten 16.384 × 1024 Pixeln zum Einsatz. Es wird eine Quantenausbeute von bis zu 26 % bei 134 nm erreicht, die spektrale Auflösung und Bandbreite des Spektrums wird hauptsächlich durch das verwendete optische Gitter bestimmt. Zwei Stück sind auf eine hohe Auflösung (etwa 11.500 bis 21.000 im Bereich 90 bis 178 nm) optimiert, während das Breitbandgitter zwar auf einem großen Wellenlängenbereich von 90 bis 215 nm arbeiten kann, jedoch nur über eine geringe Auflösung von 1500 bis 4000 verfügt. Die Situation ist im NUV-Kanal ähnlich, hier gibt es drei schmalbandige, aber hochauflösende Gitter (16.000 bis 24.000 bei einer Bandbreite von etwa 40 nm) und ein Breitbandgitter, das eine Auflösung von lediglich 2.100 bis 3.900 im Bereich 165 bis 320 nm erreicht. Allerdings wird in diesem Kanal ein anderer CCD-Chip verwendet. Er basiert auf einer Caesium-Tellur-Verbindung und besitzt 1024 × 1024 Pixel, die eine Quantenausbeute von bis zu 10 % bei 220 nm erreichen. Der quadratische Aufbau ermöglicht auch einen abbildenden Messmodus für diesen Kanal, mit dem bei einem Blickfeld von 2″ eine Auflösung von 0,0235″/Pixel erreicht wird. Da es bereits ab einem Blickwinkel von 0,5″ abseits des Bildzentrums zu starker Vignettierung kommt, können nur kleine und kompakte Objekte zuverlässig beobachtet werden.

#### Space Telescope Imaging Spectrograph (STIS)

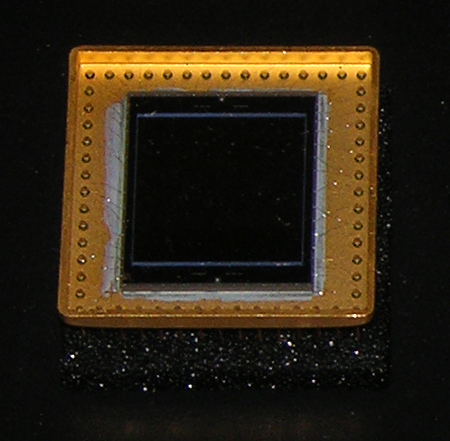
Der CCD-Sensor (~ 9 cm²) des STIS

Bei dem STIS-Instrument handelt es sich um einen Spektrografen, der einen weiten Bereich von Ultraviolett- bis zur Infrarotstrahlung (115 bis 1030 nm) abdeckt. Im Gegensatz zum COS-Instrument, das auf Einzelziele spezialisiert ist, können mittels STIS an bis zu 500 Punkten einer Aufnahme Spektren erstellt werden, was die schnelle Untersuchung von ausgedehnten Objekten ermöglicht. Allerdings sind die Messergebnisse weniger genau als beim COS-Instrument, sind aber besonders für die Suche und Analyse von schwarzen Löchern und deren Jets geeignet. Insgesamt stehen für Beobachtungen drei Kanäle zur Verfügung: der CCD-Kanal mit einer großen Bandbreite (ultraviolett bis infrarot) sowie der NUV- und FUV- für das nahe und ferne ultraviolette Spektrum. Die Bildung der Spektren geschieht mittels optischen Gittern analog zum COS-Instrument. Installiert wurde das Instrument während der Servicemission SM 2 in der Instrumentenbucht Nr. 1, wo es den Goddard High Resolution Spectrograph ersetzte. Zwischen August 2004 und Mai 2009 war STIS aufgrund eines Ausfalls in der internen Stromversorgung nicht betriebsbereit. Seit der Installation einer neuen Leiterplatte während der Servicemission SM 4 arbeitet das Instrument wieder ohne Störungen.
Zur Bildung von Spektren verfügt das STIS über zwei ähnlich aufgebaute MAMA-Sensoren. Sie verfügen über je 1024 × 1024 Pixel mit einer Größe von 625 µm². Durch ein Gesichtsfeld von 25″ × 25″ ergibt sich ein Auflösungsvermögen von je 0,025″/Pixel. Der Unterschied der beiden Sensoren liegt in ihrer spektralen Bandbreite und Quanteneffizienz. Der CsI-Sensor im fern-ultravioletten (FUV) Kanal ist im Bereich von 115 bis 170 nm empfindlich und weist eine Quanteneffizenz von bis zu 24 % auf, der CsTe-Sensor des fern-ultravioletten (FUV) Kanals arbeitet bei 160 bis 310 nm bei einer Effizienz von nur 10 %. Für die Bildung von Spektren steht eine große Zahl von optischen Gittern zur Verfügung. Diese erreichen ein Auflösungsvermögen von 500 bis 17.400 bei einer Bandbreite von etwa 60 oder 150 nm. Mittels Echellegittern und spezieller Datenverarbeitungstechniken können bei ähnlicher Bandbreite Auflösungswerte von über 200.000 erreicht werden. Neben den beiden MAMA-Sensoren ist ein CCD-Chip für Messungen verfügbar. Dieser ist ebenfalls ein Megapixel groß, sein Spektrum ist allerdings mit 164–1100 nm wesentlich breiter und bietet ein breiteres Blickfeld (52″ × 52″). Die Quanteneffizienz liegt darüber hinaus fast durchgängig bei über 20 %, wobei sie mit 67 % bei 600 nm ihr Maximum erreicht. Die insgesamt sechs optischen Gitter ermöglichen ein Auflösungsvermögen von 530 bis 10630 bei einer Bandbreite von 140 bis 500 nm.

#### Near Infrared Camera and Multi-Object Spectrometer (NICMOS)

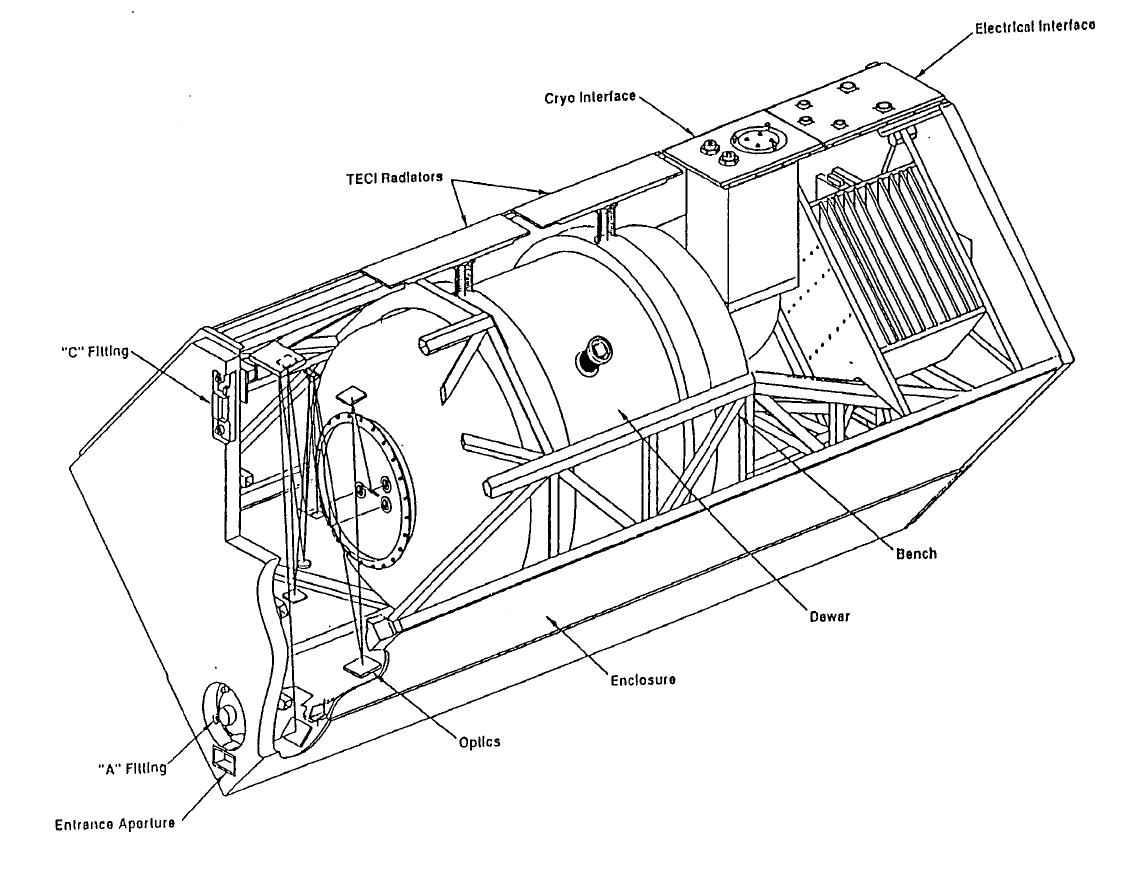
Aufriss des NICMOS. Das große Dewargefäß ist hier in der Mitte des Instruments gut zu erkennen.

Das NICMOS ist ein verhältnismäßig stark spezialisiertes Instrument, was vor allem durch seine Fokussierung auf den nahen infraroten Spektralbereich (800–2500 nm) begründet ist. Im Gegenzug können alle drei vorhandenen Messkanäle (mit leicht unterschiedlichen Blickbereichen) gleichzeitig verwendet werden, ein internes Umschalten für unterschiedliche Untersuchungsmethoden ist somit nicht nötig. Eine weitere einmalige Besonderheit ist das aufwändige Kühlsystem. Für die Beobachtung des nahen Infrarotspektrums ist eine möglichst niedrige Temperatur der Sensoren von entscheidender Bedeutung, da ihr eigenes thermisches Rauschen sonst fast alle vom Hauptspiegel gesammelten Signale überlagern würde. Daher sind diese in einem aufwändig, vierfach isolierten Dewargefäß untergebracht, das gut die Hälfte des verfügbaren Volumens innerhalb des Instruments in Anspruch nimmt. Die Kühlung erfolgte erst mittels eines Vorrates von 109 kg festem Stickstoff. Während der Servicemission SM 3B wurde ein geschlossenes Kühlsystem installiert, da der Stickstoff nach beinahe zwei Jahren Betrieb aufgebraucht war. Nach gut sechs Jahren Betrieb konnte es nach einem Software-Update nicht mehr zuverlässig gestartet werden, so dass der Betrieb des Instruments aufgrund zu hoher Sensoren-Temperatur seit Ende 2008 ruht. Vor dem Ausfall war das Instrument aufgrund seines sehr weit in das Infrarote reichende Spektrum besonders gut für die Beobachtung von Objekten innerhalb oder hinter dichten Staub- und Gaswolken geeignet, da diese kurzwellige Strahlung im sichtbaren und ultravioletten Bereich im Gegensatz zum Infrarotlicht sehr stark absorbieren. Das NICMOS wurde bereits bei der Servicemission SM 2 in die Instrumentenbucht Nr. 2 eingebaut, wo es den Faint Object Spectrograph ablöste.
Jeder der drei Messkanäle (NIC 1 bis 3) verfügt über einen baugleichen HgCdTe-basierten Sensor mit jeweils 256 × 256 Pixel. Die Kanäle unterscheiden sich somit nur in wenigen Aspekten:
| Kanal | Blickfeld (″) | Auflösung (″/Pixel) | Besonderheiten                                                    |
| ----- | ------------- | ------------------- | ----------------------------------------------------------------- |
| NIC 1 | 11×11         | 0,043               | Polarisationsmessung bei 800–1300 nm                              |
| NIC 2 | 19×19         | 0,075               | Polarisationsmessung bei 1900–2100 nm, Koronograf mit 0,3″ Radius |
| NIC 3 | 51×51         | 0,20                | 3 Gitterprismen                                                   |

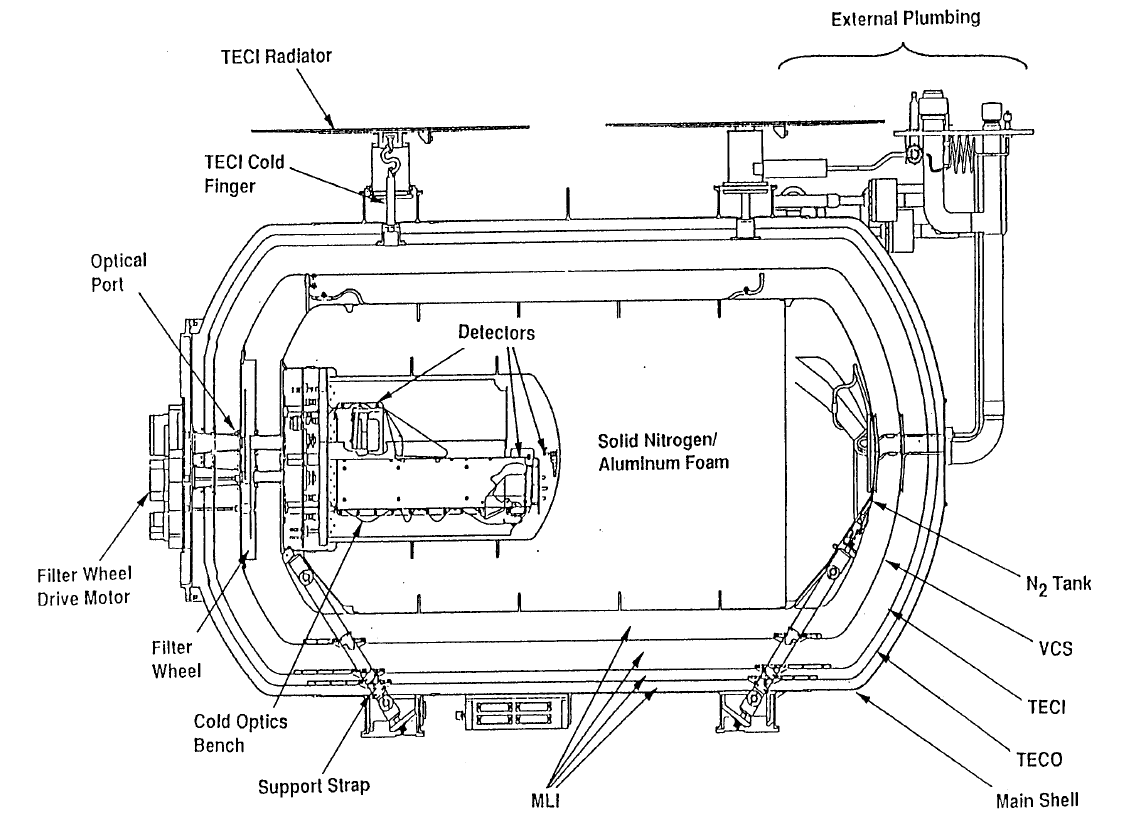
Querschnitt durch das Dewar. Im Zentrum ist die CFK-Konstruktion mit den Sensoren zu sehen.

Insgesamt verfügt NICMOS über 32 Filter, 3 Gitterprismen und 3 Polarisations-Filter, um spezifische Untersuchungen zu ermöglichen. Alle diese Komponenten sind auf einer CFK-Konstruktion im innersten des Dewargefäßes montiert. Dieser Komplex befand sich zusammen mit einem Vorrat gefrorenen Stickstoffs in einer Hülle, die von dessen kalten Gasen auf einer Temperatur von etwa 60 K gehalten wurde. Um die Isolierung weiter zu verbessern, ist dieser Komplex von zwei peltiergekühlten Hüllen umgeben, bevor das Dewar durch einen äußeren Druckbehälter abgeschlossen wird.
Der Vorrat des gefrorenen Stickstoffs sollte ursprünglich für etwa viereinhalb Jahre eine ausreichende Kühlung der Sensoren gewährleisten. Jedoch kam es bei dessen Schmelzprozess zu Eiskristallbildung und zu einer unerwartet starken Verformung, so dass die tiefgekühlte CFK-Trägerkonstruktion mit der innersten Hülle des Dewars in Kontakt kam. Dies führte zu einem deutlich erhöhten Wärmefluss, was zum einen zu noch stärkeren Verformungen führte und wiederum einen erhöhten Bedarf an Stickstoffkühlung bewirkte. Das Resultat war die Halbierung der Missionszeit des Instruments sowie eine starke Defokussierung der drei Messkanäle durch die entstandenen Verformungen. Letzteres konnte zumindest für NIC 3 durch ein internes Kompensierungssystem auf ein akzeptables Maß gesenkt werden.
Um alle Kanäle des NICMOS wieder einsatzfähig zu machen, wurde bei der Servicemission SM 3B ein geschlossenes Kühlsystem im Heckbereich von Hubble installiert. Dieses verfügt über einen leistungsstarken Klimakompressor, der mit Neon als Kühlmittel arbeitet. Die anfallende Wärme wird über eine Pumpe zu einem Radiator an der Außenstruktur des Teleskops geleitet, wo sie in den offenen Weltraum abgestrahlt wird. Das komprimierte Neon wird hingegen in einem Wärmetauscher entspannt, wodurch es über den Effekt der Verdampfungsenthalpie einen weiteren Neongas-Kreislauf kühlt. Dieser führt über ein spezielles Interface, das ursprünglich zur kontinuierlichen Kühlung des Instruments während Bodentests vorgesehen war, in das innerste des Dewars, wodurch letztendlich die Sensoren gekühlt werden. Der Komplex wird nur periodisch betrieben, da er mit 375 Watt elektrischer Leistung viel Energie benötigt. Da das Dewar trotz Verformung noch sehr gut isoliert ist, hält die Kühlung lange vor, so dass das System nur selten aktiviert werden muss, wobei die Sensoren-Temperatur bei stabilen 77 Kelvin gehalten wird.
Nach einer Beobachtungs- und Kühlpause im September 2008 konnte das Kühlsystem überraschenderweise nicht mehr in Betrieb genommen werden. Zwar funktionierte der Kühlkompressor, allerdings bedurfte der geschlossene Neongas-Kreislauf des Dewars einer zusätzlichen Kühlmittelpumpe, die nicht mehr startete. Als Grund nimmt man eine Ansammlung von Wassereis in deren Gehäuse an. Um es wieder zu verflüssigen, wurde das Instrument mehrere Wochen lang nicht gekühlt. Am 16. Dezember zeigte diese Maßnahme Erfolg, da man die Pumpe zunächst wieder in Betrieb nehmen konnte. Allerdings fiel sie bereits vier Tage später wieder aus. Weitere Versuche im Jahr 2009 blieben ebenfalls weitgehend erfolglos, weswegen man sich entschied, das Instrument bis auf unbestimmte Zeit komplett stillzulegen.

### Historisch
Die folgenden Instrumente wurden im Laufe der Servicemissionen ausgebaut und mit Hilfe des Space Shuttles zur Erde zurückgebracht. Die meisten sind heute öffentlich ausgestellt.

#### Corrective Optics Space Telescope Axial Replacement (COSTAR)

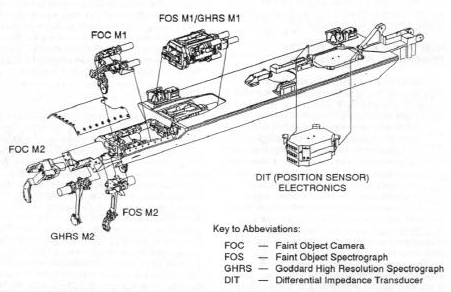
Aufbau der optischen und mechanischen Systeme von COSTAR

Bei COSTAR handelt es sich nicht um ein wissenschaftliches System im eigentlichen Sinne, sondern um ein Korrektursystem zur Neutralisierung des Hauptspiegelfehlers. Hierzu sind kleine Korrekturspiegel entwickelt worden, die ebenfalls nicht perfekt geformt sind und das auftreffende Licht ungleichmäßig reflektieren. Allerdings sind die Abweichungen so berechnet worden, dass sie exakt invers zu denen des Hauptspiegels sind. Somit ist das Licht, nachdem es von zwei ungleichmäßigen Spiegeln reflektiert worden ist, wieder in der korrekten Form und kann für wissenschaftliche Untersuchungen verwendet werden. Vom Prinzip her ähnelt das System einer herkömmlichen Brille, allerdings werden hier Spiegel statt Linsen eingesetzt. Über drei mechanische Ausleger wurden diese nach dem Einbau während der Servicemission SM 1 vor den Eintrittsöffnungen folgender Instrumente in Position gebracht: Faint Object Camera, Faint Object Spectrograph und Goddard High Resolution Spectrograph. Da diese Instrumente über mehr als einen Messkanal verfügen, mussten insgesamt zehn Korrekturspiegel von etwa 1,8 bis 2,4 cm Durchmesser eingesetzt werden. Mit der Servicemission SM 4 wurde COSTAR dann wieder ausgebaut, da inzwischen alle neuen Instrumente über eigene Korrekturmechanismen verfügten. Es ist heute im National Air and Space Museum in Washington öffentlich ausgestellt.
Die gesamte Entwicklung, Produktion und Verifizierung von COSTAR dauerte lediglich 26 Monate, wobei man in vielen Bereichen eine einzelne Aufgabe zwei komplett getrennten Teams mit unterschiedlichen Herangehensweisen zuteilte, um weitere Fehler wie bei der Konstruktion des Hauptspiegels auszuschließen. So wurde die Vermessung von dessen Fehler zum einen durch die Untersuchung der noch komplett erhaltenen Produktionsanlage ermittelt, zum anderen durch Berechnungen anhand von verzerrten Bildern, die Hubble übertrug. Beide Gruppen kamen zu praktisch identischen Messergebnissen, womit dieser Schritt mit hoher Sicherheit korrekt ausgeführt wurde. Die anschließend produzierten Korrekturspiegel wurden ebenfalls durch zwei unabhängige Teams auf ihre Fehlerfreiheit kontrolliert. Hierzu wurde COSTAR zuerst in ein spezielles Testsystem mit dem Namen COSTAR Alignment System (CAS) eingebaut, das diese Spiegel durch spezielle Tests überprüfte. Um auszuschließen, dass Fehler im CAS zu falschen Ergebnissen führen, wurde der Hubble Opto-Mechanical Simulator (HOMS) entwickelt. Dieser simulierte die Abweichungen des Hauptspiegels, so dass die Korrekturspiegel gemäß ihrem ausgegebenen Bild verifiziert werden konnten. Auch das HOMS-System wurde von zwei unabhängigen Gruppen getestet, wobei die ESA sich durch die Bereitstellung des Ingenieurmodells der Faint Object Camera ebenfalls einbrachte. Ein finaler Abgleich der Testsysteme und COSTAR mit Bildern von Hubble zeigten abschließend die Korrektheit der Korrekturspiegel.

#### Faint Object Camera (FOC)

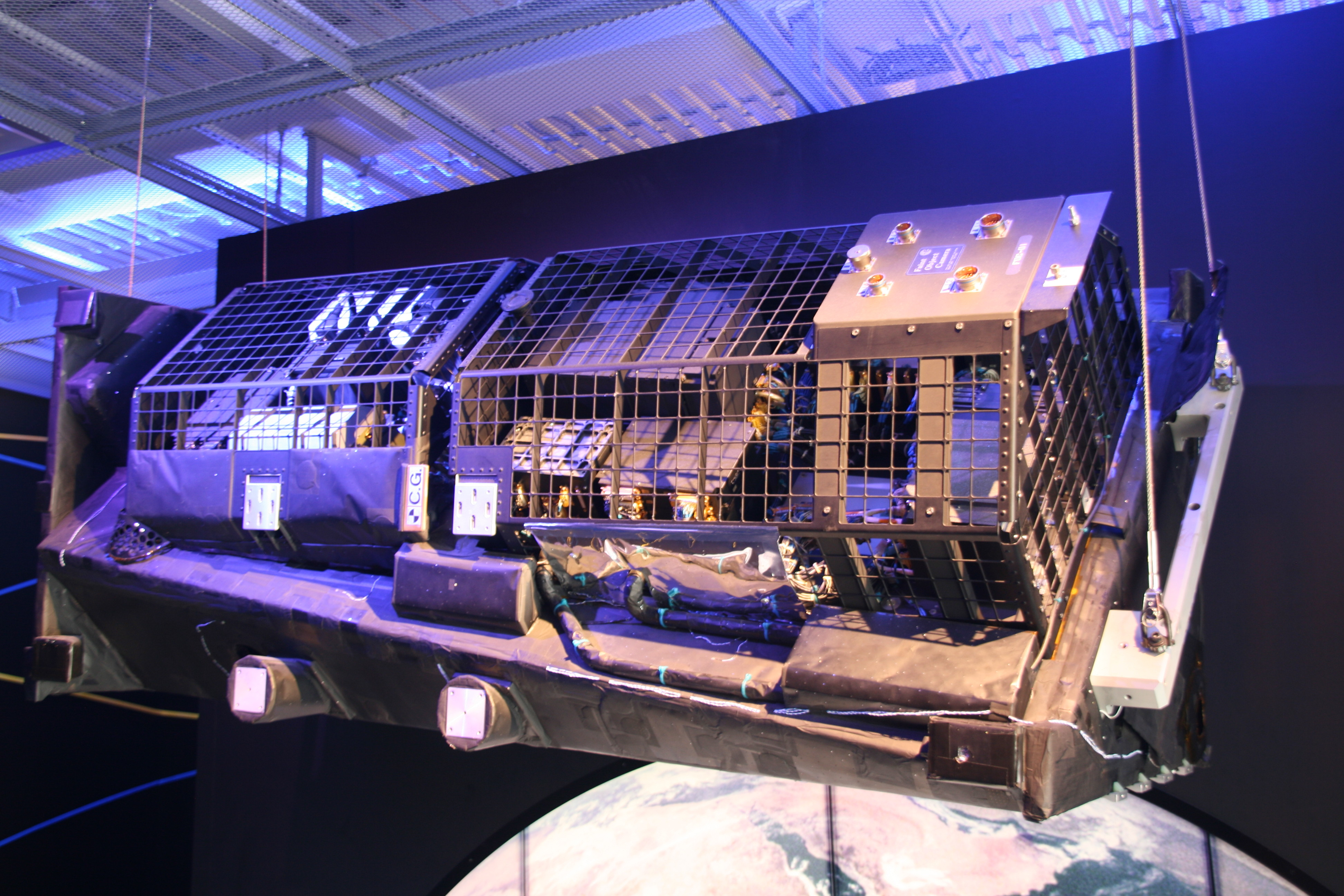
Die FOC im Dornier-Museum

Bei dieser Kamera handelte es sich um das Teleobjektiv von Hubble, da es die höchsten Bildauflösungen aller Instrumente erreichte. Dabei deckte es einen Großteil des ultravioletten und sichtbaren Spektrums mit hoher Empfindlichkeit ab. Im Gegenzug musste allerdings das Sichtfeld stark verkleinert werden, so dass eine Aufnahme nur einen kleinen Raumbereich abbilden kann. Dieses Profil macht das Instrument besonders für die Untersuchung kleiner Objekte und feiner Strukturen interessant. Das Sichtfeld und die damit verbundene Auflösung lassen sich über die Wahl zwischen zwei separaten Messkanälen beeinflussen, wobei die Detektoren baugleich sind. Aufgrund der guten Leistungswerte blieb die FOC sehr lange an Bord von Hubble und wurde erst bei der vorletzten Servicemission SM 3B gegen die Advanced Camera for Surveys ausgetauscht. Das Instrument war ein wesentlicher Beitrag der ESA zu dem Projekt und wurde von Dornier gebaut. Nach dem Ausbau und Rücktransport wurde es daher dem Dornier-Museum in Friedrichshafen übergeben, wo es heute öffentlich ausgestellt wird.
Beide Messkanäle sind optisch so konstruiert, dass sie das Bild vom Hauptspiegel um das Doppelte beziehungsweise das Vierfache vergrößern. Diese Brennweitenverlängerung sorgt für eine Reduktion der Blendenzahl, die daher als Benennung der beiden Kanäle dient: ƒ/48 für doppelte Vergrößerung und ƒ/96 für vierfache Vergrößerung (Hauptspiegel-Blendenzahl: ƒ/24). Mit der Installation von COSTAR wurde die optische Formel deutlich verändert, die Blendenzahlen belaufen sich daher real auf ƒ/75,5 und ƒ/151. Die Sichtfelder variieren dementsprechend um das Doppelte mit 44″ × 44″ bzw. 22″ × 22″. Die Detektoren hingegen sind in beiden Kanälen baugleich und sind für ein Spektrum von 115 bis 650 nm empfindlich. Um auch schwache Signale registrieren zu können, verfügt die FOC über drei hintereinander geschaltete Bildverstärker, die den ursprünglichen durch das Magnesiumfluorid-Fenster erzeugten Elektronenstrom um etwa das 10.000-fache erhöhen. Anschließend werden die Elektronen durch ein Phosphor-Fenster wieder in Photonen umgewandelt, die durch ein optisches Linsensystem auf eine Platte mit Silizium-Dioden gelenkt werden. Diese werden abschließend durch einen Elektronenstrahl ausgelesen und so interpretiert, dass am Ende ein 512 × 512 Pixel großes Bild gespeichert werden kann. Im ƒ/96-Kanal können so Auflösungen von bis zu 0,014″/Pixel erreicht werden.

#### Faint Object Spectrograph (FOS)

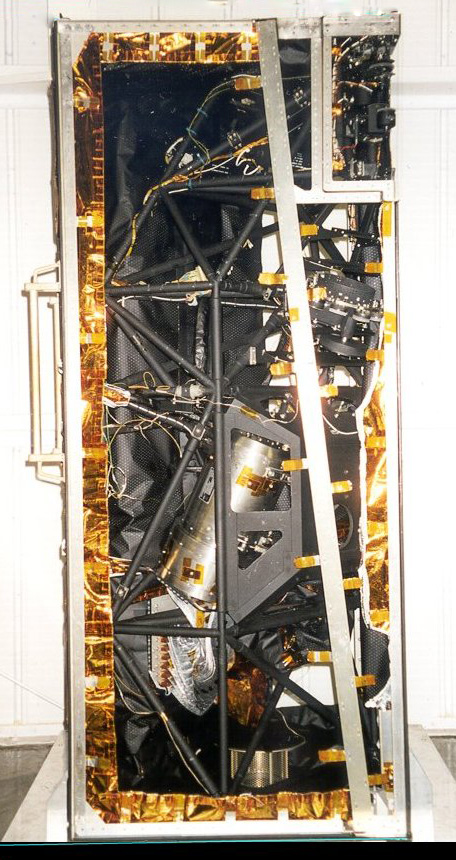
Blick in das Innere des FOS

Dieser hochempfindlichen Spektrograf wurde für die chemische Untersuchung von weit entfernten und leuchtschwachen Objekten eingesetzt. Als besonders hilfreich erwies sich das Instrument bei der Erforschung von schwarzen Löchern, da sich mit ihm die Geschwindigkeiten und Bewegungen der umgebenden Gaswolken exakt messen ließen, was Rückschlüsse auf das schwarze Loch selbst ermöglichte. Für Untersuchungen stehen zwei unabhängige Messkanäle zur Verfügung, die sich nur bezüglich ihrer abgedeckten Spektralbereiche unterscheiden. Kombiniert können beide einen Bereich von 160 bis 850 nm erfassen (fernes Ultraviolett bis nahes Infrarot). Das Instrument wurde bei der Servicemission SM2 von NICMOS verdrängt und wird heute öffentlich im National Air and Space Museum in Washington ausgestellt.
Die beiden Detektoren werden gemäß ihren Spektralbereichen als blauer und roter Kanal bezeichnet. Beide verfügen über Zeilensensoren mit je 512 Silizium-Photodioden, die von unterschiedlichen Photokathoden mit Elektronen „beschossen“ werden. Im blauen Kanal wird als Kathodenmaterial Na2-K-Sb eingesetzt, im roten wurde noch zusätzlich Caesium zugesetzt (ergibt Na2-K-Sb-Cs). Durch diese Varianz wurde die spektrale Empfindlichkeit deutlich verändert: Der blaue Kanal ist im Bereich 130 bis 400 nm hochempfindlich (Quanteneffizienz 13–18 %) und verliert bei etwa 550 nm Effizienz, während der rote Kanal im Bereich 180 bis 450 nm am besten arbeitet (23–28 % Effizienz) und erst bei 850 nm sein oberes Limit aufweist. Unabhängig davon erreichen beide Detektoren eine Auflösung von bis zu 1300 bei einem Blickfeld von 3,71″ × 3,66″ (nach der Installation von COSTAR, davor 4,3″ × 4,3″). Durch den Hauptspiegelfehler und Fehler in der Konstruktion des Instruments (ein Spiegel war verschmutzt und die Abschirmung der Photokathoden war unzureichend) waren erste Beobachtungen nur mit deutlichen Einschränkungen möglich. Erst durch die Installation von COSTAR und einer komplexen Neukalibrierung konnten die Fähigkeiten des Instruments nahezu voll genutzt werden.

#### High Speed Photometer (HSP)
Dieses Instrument ist auf die Untersuchung von veränderlichen Sternen, insbesondere Cepheiden, spezialisiert und ist daher verhältnismäßig einfach (keine beweglichen Teile) aufgebaut. Mittels fünf separaten Detektoren kann die Helligkeit und Polarisation bis zu 100.000 Mal pro Sekunde gemessen werden, womit auch extrem hochfrequente Schwankungen erfasst werden können. Die in Frage kommenden Sterne befinden sich hauptsächlich im fernen UV-Spektrum, es können jedoch bis in den nahen Infrarotbereich Messungen durchgeführt werden. Da das HSP durch seine starke Spezialisierung für viele Forschungsziele der Mission keinen nennenswerten Beitrag liefern konnte, wurde es gleich bei der ersten Servicemission ausgebaut, um Platz für das COSTAR-Korrektursystem zu schaffen. Es ist seit 2007 im Space Place der University of Wisconsin–Madison öffentlich ausgestellt.
Zur Helligkeitsmessung dienen vier der insgesamt fünf Detektoren, von denen zwei aus Cs-Te-basierten Photozellen und Magnesiumfluorid-Photokathoden bestehen und weitere zwei aus Bikali-Photozellen (ähnlich denen aus dem FOS) mit Quarzglas-Kathoden. Erstere decken einen Spektralbereich von 120 bis 300 nm ab, letztere den Bereich 160–700 nm. Drei der Detektoren werden, ebenso wie ein GaAs-Photomultiplier, zur Photometrie eingesetzt, der verbliebene dient der Polarimetrie, wobei die Quanteneffizienz mit nur 0,1 bis 3 % außerordentlich niedrig ausfällt. Die Öffnung des optischen Systems lässt sich auf bis zu eine Winkelsekunde reduzieren, um die Messung möglichst genau zu fokussieren, indem der Hintergrund und benachbarte Objekte ausgeblendet werden. Um die zu messende Wellenlänge genau zu begrenzen, stehen darüber hinaus 23 Filter zur Verfügung, deren Filterwirkung dem Zweck entsprechend sehr stark ausfällt.

#### Wide Field/Planetary Camera (WFPC)

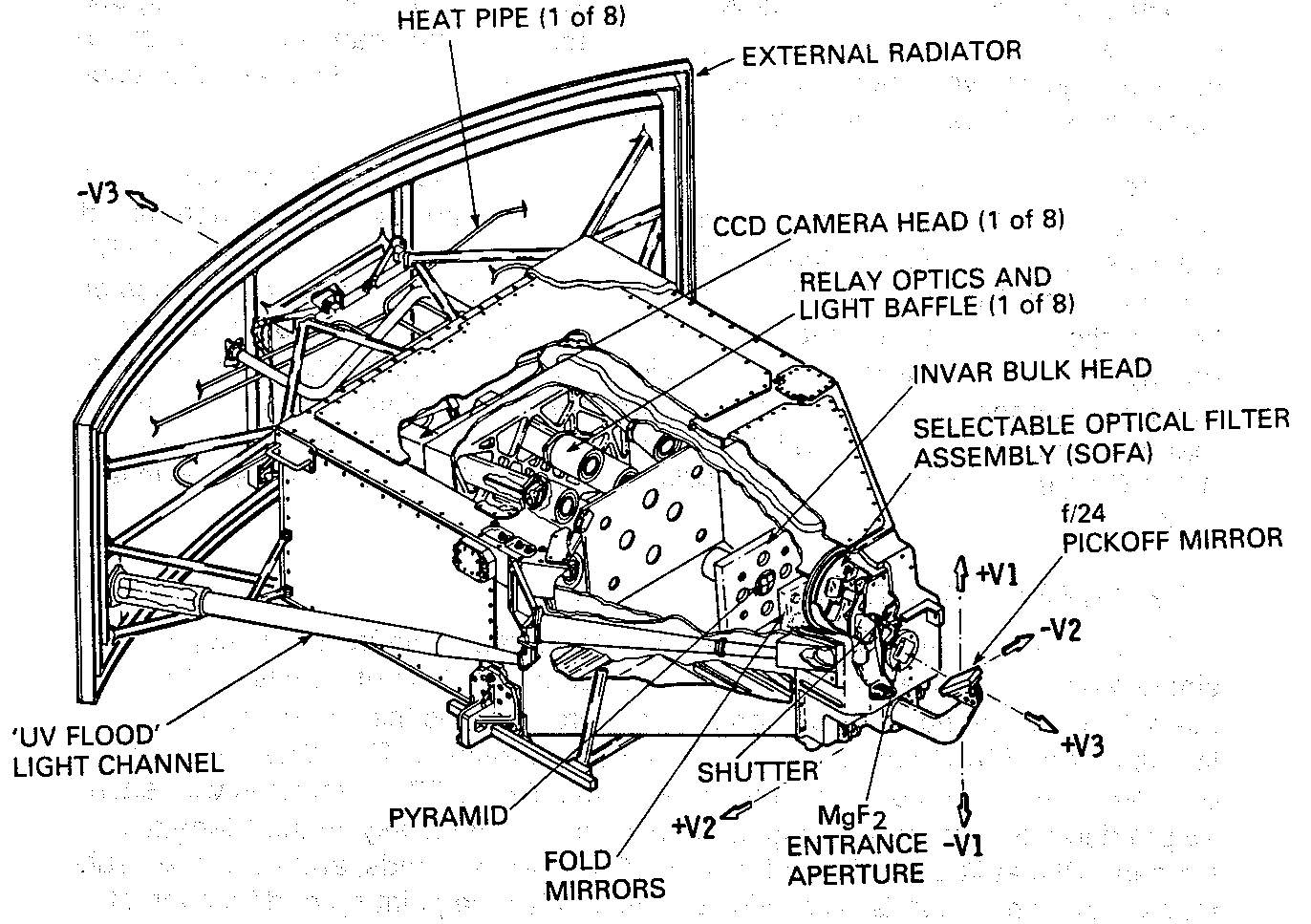
Konstruktion der WFPC

Dieses Kamerasystem wurde zur multispektralen Erfassung von verhältnismäßig großen Raumgebieten entworfen und ist daher für eine Vielzahl von wissenschaftlichen Untersuchungen geeignet. Besonders nützlich ist hierbei das breite abgedeckte Spektrum vom fernen UV- bis in den nahen Infrarotbereich. Darüber hinaus sind auch einige Filter und optische Gitter vorhanden, mit denen im begrenzten Umfang spektrographische Messungen durchgeführt werden können. Das Instrument besitzt zwei Messkanäle: den Weitwinkel-Kanal (Wide Field), der auf Kosten des Auflösungsvermögen ein besonders großes Blickfeld besitzt, und den Planeten-Kanal (Planetary Camera) mit einem kleineren Blickfeld, der dafür aber die Auflösung des Hauptspiegels voll nutzen kann. Die WFPC war zum Start in der einzigen axialen Instrumentenbucht (Nr. 5) untergebracht, wurde jedoch bereits bei der zweiten Servicemission gegen ein verbessertes Modell ausgetauscht (WFPC2). Nach der Rückkehr wurde das Instrument zerlegt, um Strukturteile für die dritte Kamerageneration (WFPC3) wiederverwerten zu können.
Beide Kanäle verfügen über je vier rückseitenbelichtete CCD-Sensoren mit jeweils 800 × 800 Pixeln. Diese sind 15 µm groß und verwenden Silizium als Halbleitermaterial, wobei zusätzlich eine vorgelagerte Schicht aus Coronen vorhanden ist, die UV-Licht in sichtbare Photonen umwandelt und so detektierbar macht. Das messbare Spektrum reicht von ca. 130 bis 1400 nm, die Quanteneffizenz liegt nahe diesen Grenzen generell bei 5 bis 10 %, steigt im Bereich 430 bis 800 nm aber konstant und erreicht bei 600 nm das Maximum von 20 %. Um den Dunkelstrom zu reduzieren, wurde ein zweistufiges Kühlsystem integriert. Der Sensor wird hierbei mittels einer Silberplatte und einem Peltier-Element gekühlt, der die Wärme anschließend über ein mit Ammoniak gefülltes Wärmerohr an einen außen montierten Radiator weitergibt, wo diese in den Weltraum abgestrahlt wird. Auf diesem Weg kann ein Sensor auf bis zu −115 °C heruntergekühlt werden. Aufgrund der verschiedenen Aufgabenbereiche der Kanäle nutzen diese unterschiedliche optische Konfigurationen. Während der Weitwinkel-Kanal ein Blickfeld von 2,6′ × 2,5′ (Winkelminuten) und eine Blendenöffnung von f /12,9 nutzt, liegen diese Werte beim Weitwinkel-Kanal bei 66″ × 66″ und f /30. Somit wird eine Auflösung von 0,1 und 0,043″/Pixel erreicht. Um besonders helle Objekte ohne Überlastungserscheinungen beobachten zu können, sind mehrere lichtschwächende Filter vorhanden, die auf einem Rad montiert sind. Darüber hinaus können mit Hilfe von insgesamt 40 optischen Gittern und Gitterprismen auch Spektren erzeugt werden.

#### Wide Field/Planetary Camera 2 (WFPC2)
Bei der WFPC2 handelt es sich um eine verbesserte Version der WFPC, die sie bei der Servicemission SM 1 in der einzigen radialen Instrumentenbucht Nr. 1 ersetzte. Die Forschungsziele des Instruments blieben unverändert: Die Untersuchung verhältnismäßig großer Raumgebiete mit guter Auflösung und einem breiten Spektrum. Im Gegenzug ist die Kamera im Bereich der extremen UV- und Infrarotstrahlung verhältnismäßig wenig empfindlich und erreicht keine Spitzenwerte bei der Auflösung.
Die wichtigste Verbesserung gegenüber der Vorgänger-Kamera ist ein integriertes Korrektursystem zur Kompensierung des Hauptspiegelfehlers. Somit ist die WFPC2 nicht von COSTAR abhängig, womit man dessen Ausbau einen Schritt näher kam. Aufgrund eines knappen Budgets konnte die Konstruktion nicht umfassend verbessert werden. Die Detektoren basieren auf dem gleichen Design, wurden aber anders gefertigt. Wesentliche Leistungssteigerungen gab es nur in den Bereichen Dunkelrauschen (acht Mal geringer), Ausleserauschen (etwa zwei Mal geringer) und Dynamikumfang (gut doppelt so groß). Um Kosten zu sparen, wurden nur vier statt vorher acht CCDs hergestellt, was den Aufnahmebereich halbierte. Außerdem sind die Sensoren nicht mehr rückseitig beleuchtet, was das Signal-Rausch-Verhältnis etwas verschlechtert und das Auflösungsvermögen reduzierte. Die sonstigen Parameter sind im Vergleich zur WFPC im Wesentlichen identisch.

#### Goddard High Resolution Spectrograph (GHRS)

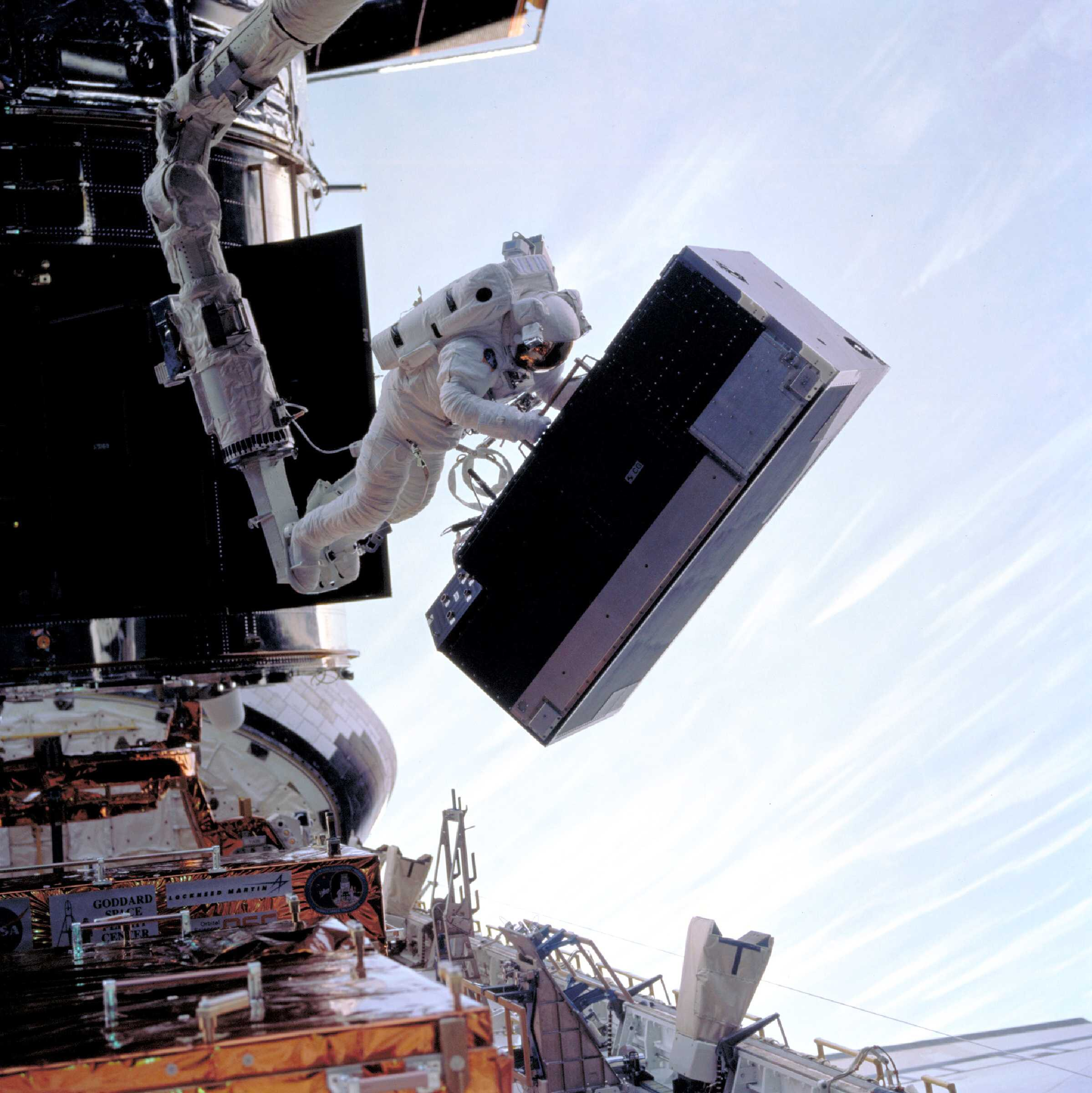
Der GHRS während des Ausbaus

Bei diesem Instrument handelt es sich um den ersten Spektrografen des Teleskops. Es arbeitet ausschließlich im ultravioletten Bereich von 115 bis 320 nm, da der Messbereich durch das COSTAR-Korrektursystem deutlich begrenzt worden ist. Die Spektren werden mit optischen (Echelle-)Gittern erzeugt und anschließend von zwei Detektoren mit einer Auflösungsleistung von bis zu 80.000 vermessen. Das Instrument kann auch Bilder im UV-Bereich anfertigen, allerdings ist es nicht für diese Aufgabe optimiert, so dass die Leistungswerte eher gering ausfallen. Der GHRS wurde bei der Servicemission 2 ausgebaut und vom STIS ersetzt, das über verbesserte Leistungswerte verfügt.
Als Detektoren dienen zwei Digicon-Detektoren mit unterschiedlichen Materialien. Beim ersten als D1 bezeichneten Modell wird eine Caesiumiodid-Photokathode hinter einem Lithiumfluorid-Fenster verwendet, beim D2-Detektor kommt eine Caesiumfluorid-Kathode hinter einem Magnesiumfluorid-Fenster zum Einsatz. Hierdurch ergibt sich ein Messbereich von 110–180 nm (D1) und 170–320 nm (D2). Die hinter den Fenstern erzeugten Elektronen werden anschließend beschleunigt und elektronenoptisch auf ein CCD-Array mit 500 Messdioden abgebildet; weitere 12 Dioden dienen zur Kalibrierung.
Für die Bildung von Spektren stehen fünf optische Gitter und zwei Echellegitter zur Verfügung. Erstere besitzen eine Bandbreite von 800 bis 1300 nm und erreichen eine Auflösung von 15.000 bis 38.000. Die Echellegitter decken zwar eine größere Bandbreite (bis zu 1500 nm) mit höherer Auflösung (bis zu 80.000) ab, allerdings ist die Signalstärke sehr gering, so dass nur sehr leuchtstarke Objekte effektiv beobachtet werden können oder sehr lange Belichtungszeiten nötig sind. Mit Hilfe der vier Fokusdioden am Rand der Digicons lassen sich rudimentär auch Bilder erstellen. Diese sind mit 0,103″/Pixel zwar hochauflösend, allerdings ist das Sichtfeld mit 1,74″ × 1,74″ extrem klein, was den wissenschaftlichen Nutzen auf sehr spezielle Untersuchungen und Zielobjekte beschränkt.

## Aufgaben und Ergebnisse

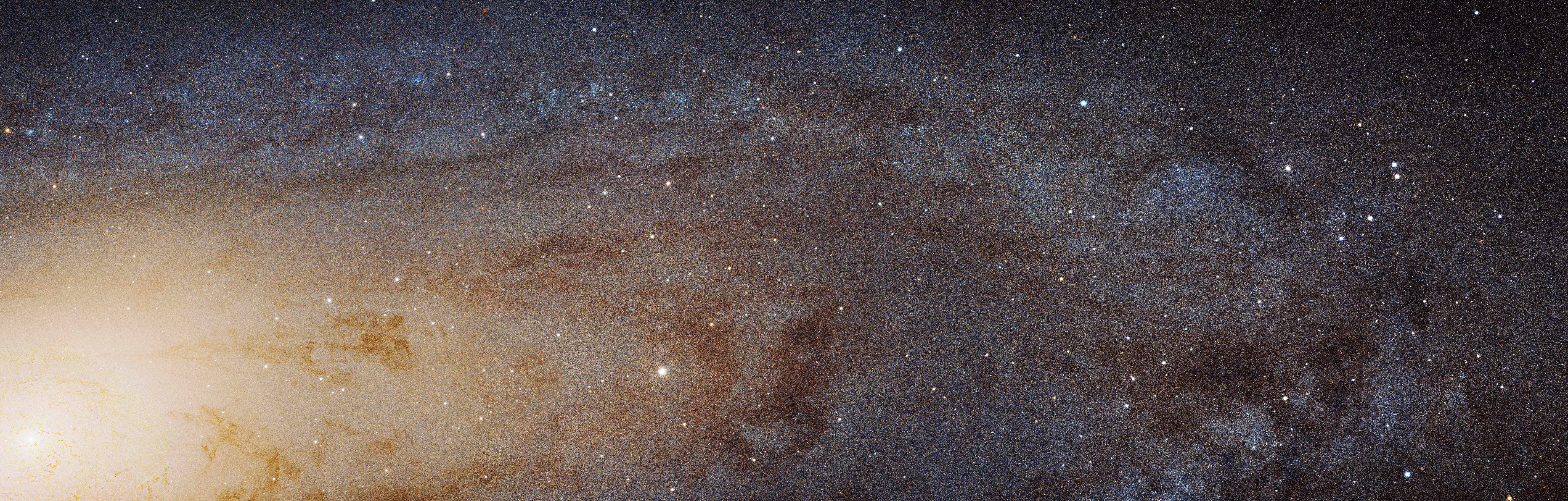
Aufnahme des Hubble-Teleskops von einem 40.000 Lichtjahre großen Bereich der Andromedagalaxie. In der 1,5 Milliarden Pixel auflösenden Aufnahme sind über 100 Millionen Sterne und tausende Sternhaufen zu sehen.

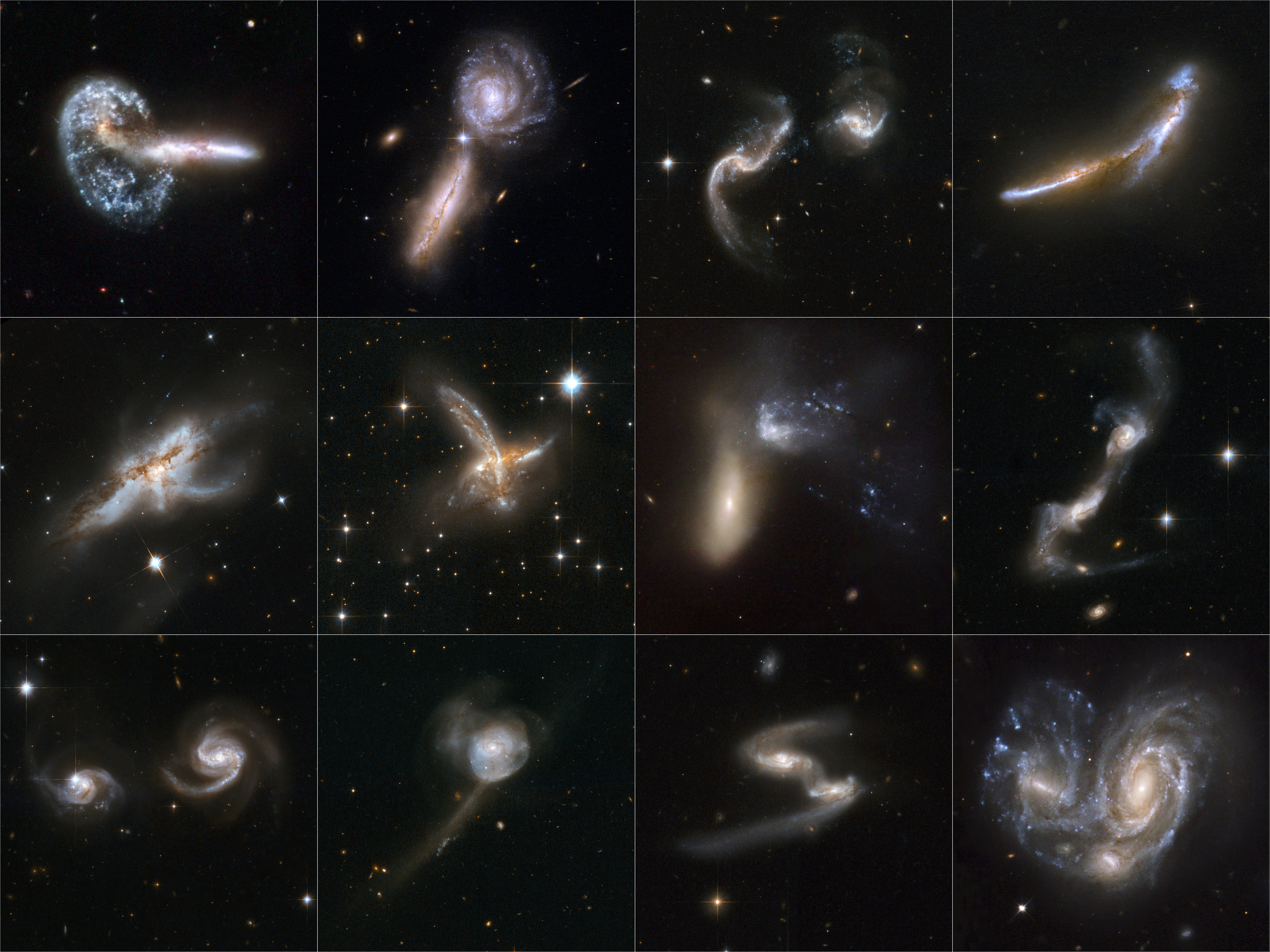
Mehrere kollidierende Galaxien, aufgenommen vom Hubble-Weltraumteleskop

Der Betrieb eines Teleskops außerhalb der Erdatmosphäre hat große Vorteile, da deren Filterwirkung auf bestimmte Wellenlängen im elektromagnetischen Spektrum, zum Beispiel im ultravioletten und im infraroten Bereich, entfällt. Es treten auch keine Störungen durch Luftbewegungen auf (Szintillation), die bei terrestrischen Teleskopen nur mit großem Aufwand ausgeglichen werden können.
Mit seiner komplexen Instrumentierung wurde das Hubble-Weltraumteleskop für vielfältige Aufgaben konstruiert. Besondere Aufmerksamkeit galt einem Programm, durch Beobachtung von Cepheiden in nahen Galaxien (bis zu einer Entfernung von etwa 20 Mpc) die genaue Entfernung dieser Galaxien zu bestimmen. Durch Vergleich mit der Radialgeschwindigkeit der Galaxien sollte sich die Hubble-Konstante, die die Ausdehnung des Universums bestimmt, und somit auch das Alter des Universums berechnen lassen. Nach Behebung der Anfangsschwierigkeiten war das HST in diesem und anderen Bereichen erfolgreich. Besonders bekannte Ergebnisse sind:
- höchstempfindliche Aufnahmen zur Untersuchung der Entwicklung von Galaxien, wie das Hubble Deep Field, Hubble Ultra Deep Field und Hubble Extreme Deep Field.
- Kalibrierung der kosmischen Entfernungsskala durch Beobachtung von Cepheiden in nahen Galaxien
- Untersuchung der sich beschleunigenden kosmischen Expansion durch Beobachtung ferner Supernovae (siehe Kosmologische Konstante bzw. Dunkle Energie)
- Nachweis von Schwarzen Löchern in den Kernregionen vieler naher Galaxien.

Hubble hat bis 2022 mehr als 1,5 Millionen Aufnahmen zur Erde gefunkt. Im gleichen Zeitraum haben Wissenschaftler in mehr als 19.000 begutachteten Fachartikeln über die von Hubble gemachten Entdeckungen berichtet. Laut Aussagen der Hubble-Forschungsleiterin Jennifer J. Wiseman im Magazin Der Spiegel im Juni 2023 befindet sich das Teleskop „auf dem Höhepunkt seiner wissenschaftlichen Fähigkeiten und Erträge“. Jährlich erscheinen demnach rund 1000 wissenschaftliche Artikel auf der Basis von Daten, die durch das HST gewonnen wurden und die Anzahl beantragter Hubble-Forschungsprojekte übersteigt die Kapazität um das Fünffache.

## Das Hubble-Teleskop in den Medien
- Verwendung von Messergebnissen:
  - Einige der vom Hubble-Teleskop gemachten Aufnahmen wurden der Science-Fiction-Serie Star Trek: Raumschiff Voyager zur Verfügung gestellt und dienten als Hintergrundbilder des Alls. Somit sind viele der dort gezeigten Nebel nicht am Computer entstanden, sondern entspringen der Realität.[59]
  - Das Programm Google Sky verwendet die Bilder des Hubble-Teleskops.[60]
- Verwendung als dramaturgisches Element:
  - In der Folge Wenn Außerirdische angreifen der Serie Futurama wird das Hubble-Teleskop mit einem feindlichen Raumschiff verwechselt und zerstört.
  - In dem Film Mystery Science Theater 3000 verglüht das Hubble-Teleskop, nachdem es von einer Raumstation gerammt worden ist.
  - In dem Film Armageddon wird das Hubble-Teleskop benutzt, um erste Bilder eines Asteroiden aufzunehmen.
  - In dem Film Gravity wird eine Spaceshuttle-Besatzung während Reparaturarbeiten am Hubble-Teleskop von einem Hagel aus Weltraummüll getroffen und unter anderem das Teleskop zerstört.

## Sichtbarkeit von der Erde
Wie andere große Erdsatelliten auch, ist das Hubble-Weltraumteleskop auch von der Erde aus mit bloßem Auge als sternartiges Objekt, das von West nach Ost zieht, sichtbar. Wegen der geringen Neigung der Umlaufbahn und der moderaten Bahnhöhe ist dies aber nur in Gebieten, die nicht mehr als etwa 45 Grad nördlich oder südlich des Äquators liegen, möglich. Somit ist es beispielsweise in Deutschland, Österreich und der Schweiz nicht sichtbar, da es nicht über den Horizont steigt. Das Hubble-Weltraumteleskop kann eine maximale Helligkeit von 2 mag erreichen.